# Monasterio de Santes Creus
El Real Monasterio de Santa María de Santes Creus (en catalán: Reial Monestir de Santa Maria de Santes Creus) es una abadía cisterciense erigida a partir del siglo XII, que se encuentra en el término municipal de Aiguamurcia, en el pueblo de Santes Creus, en la provincia de Tarragona (España). 
En el siglo XIII, bajo el patrocinio del rey Pedro III de Aragón (r. 1276-1285) que expresó su deseo de ser enterrado en el monasterio, se construyó el panteón real, en el cual a su vez fue sepultado su hijo el rey Jaime II. Parte de la nobleza siguió esta costumbre medieval y escogió este lugar para su descanso eterno. Así, el cenobio alcanzó su momento de máximo esplendor y grandeza gracias a los numerosos donativos recibidos, hasta la decisión de Pedro IV en 1340 de instalar el panteón de la monarquía en el monasterio de Poblet.
En 1835 y como consecuencia de la desamortización de Mendizábal, la comunidad cisterciense abandonó el edificio. Fue declarado monumento nacional por real orden de 13 de julio de 1921. Es el único de los tres monasterios incluidos en la turística Ruta del Císter (Vallbona, Poblet y el propio Santes Creus) en el que no existe vida monástica.

## Apunte histórico

Escudo del Císter

La Orden del Císter se había establecido en la península ibérica, a partir del primer cuarto del siglo XII, con fundaciones en los monasterios de Osera, Fitero y de Moreruela, todos bajo patrocinio real por la gran necesidad que había en ese momento para conseguir una rápida repoblación del espacio reconquistado a los musulmanes. Convirtiéndose los monjes en:

...activos peones de la colonización feudal.

 Bajo el mandato del conde de Barcelona Ramón Berenguer IV (1131-1162) y con el mismo fin, se crearon los monasterios de Poblet, Santes Creus y en terrenos cedidos por este mismo conde el monasterio femenino de Vallbona de las Monjas, todos ellos situados en la llamada Cataluña Nueva. Como era norma habitual en la orden cisterciense, sus monasterios fueron dedicados a Santa María.

### Fundación
La fundación del monasterio se remonta a 1150 gracias al poderoso linaje de la Casa de Moncada, cuando Guillén Ramón de Moncada, senescal de Barcelona, y sus hijos hacen donación en aquella fecha a los monjes cistercienses de la abadía de la Grand Selva, de Toulouse (Languedoc), de unos terrenos en el lugar denominado Valldaura, cerca del actual municipio barcelonés de Sardañola del Vallés. Junto con el terreno se les concedía un permiso para utilizar los molinos de Rocabruna, además de una ayuda de 100 morabatines de oro anuales y grano suficiente, mientras durase la edificación del nuevo monasterio. El que se escogiera para la ubicación del edificio del monasterio una parte baja y no la cima de la montaña, debió de ser por la existencia en ese lugar de algún tipo construcción, ya que poco tiempo después de la donación ya se encontraban en Santa María de Valldaura doce monjes, tres conversos y el abad Guillem procedentes del monasterio de la Grand Selva. La falta de suministros hídricos, así como la proximidad del gran monasterio San Cugat del Vallés y la cercanía de la ciudad de Barcelona que impedían su expansión, hicieron aconsejable enseguida pensar en el cambio de emplazamiento del cenobio.

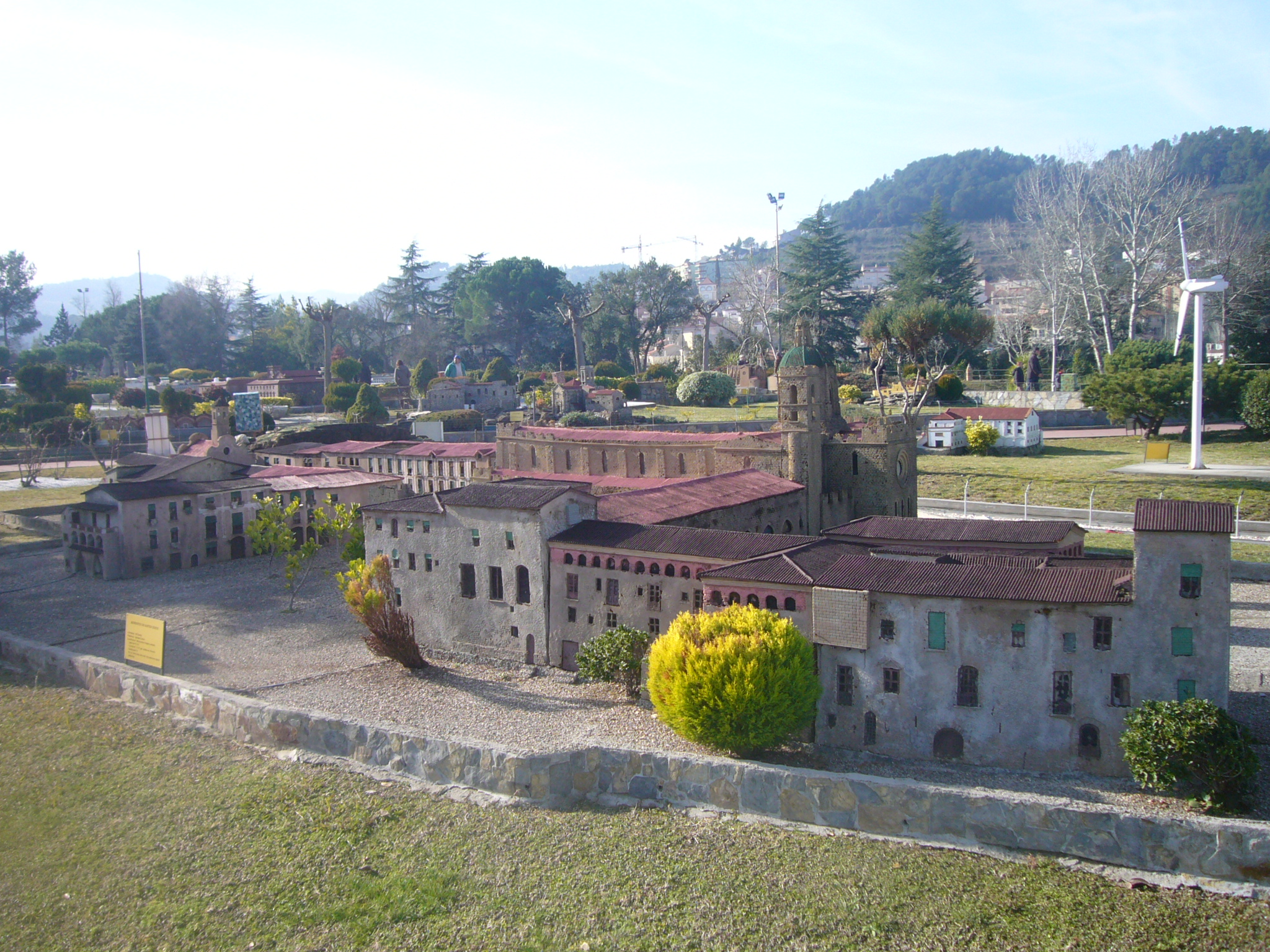
Maqueta del monasterio, en Cataluña en Miniatura

Comunicados sus deseos al senescal Moncada, este consiguió ayuda del obispo de Barcelona, Guillem de Torroja, y del conde de Barcelona Ramón Berenguer IV. El conde accedió y concedió en 1155 unas tierras en Ancosa cerca de La Llacuna en la comarca de Noya. El lugar tampoco era adecuado por la falta de agua para dedicarse a la agricultura, hecho primordial dentro de la orden cisterciense. Por lo tanto nunca llegó a construirse un monasterio, aunque sí una granja donde se trasladó una parte de la comunidad.
Nuevamente la influencia de la familia Moncada, cuyo deseo era conseguir la fundación del monasterio para que fuera panteón familiar —de ahí que su intención primera fuera la proximidad a la ciudad de Barcelona, lugar de residencia de dicha familia— hizo que solicitara ayuda a su amigo Guerau Alamany de Cervelló, señor de varios castillos en tierras del Gayá, que vio con buenos ojos el establecimiento de un monasterio en sus tierras. Junto con la cooperación de los nobles Gerard de Jorba y Guillem de Montagut hicieron una donación en 1160 del paraje de Santas Creus, a orillas del río Gayá, con agua abundante y suficientes terrenos de calidad para garantizar la buena economía del monasterio. Su ubicación alejada de poblaciones y situada en plena naturaleza debió gustar a los monjes para poder llevar una vida espiritual tranquila. No obstante, por una disputa jurisdiccional entre las diócesis de Barcelona y Tarragona, en la que ambas consideraban tener derecho sobre el territorio de Santes Creus, el asentamiento se demoró hasta que el papa Alejandro III decretó la independencia del monasterio en 1168/1169, quedando exento de la obediencia ordinaria tanto del arzobispado de Tarragona como del obispado de Barcelona. El monasterio de Valldaura daba paso al de Santes Creus, el abad Pere firmó documentos como abad de Valldaura el 17 de julio de 1169 y como abad de Santes Creus el 9 de enero de 1170.

### Expansión

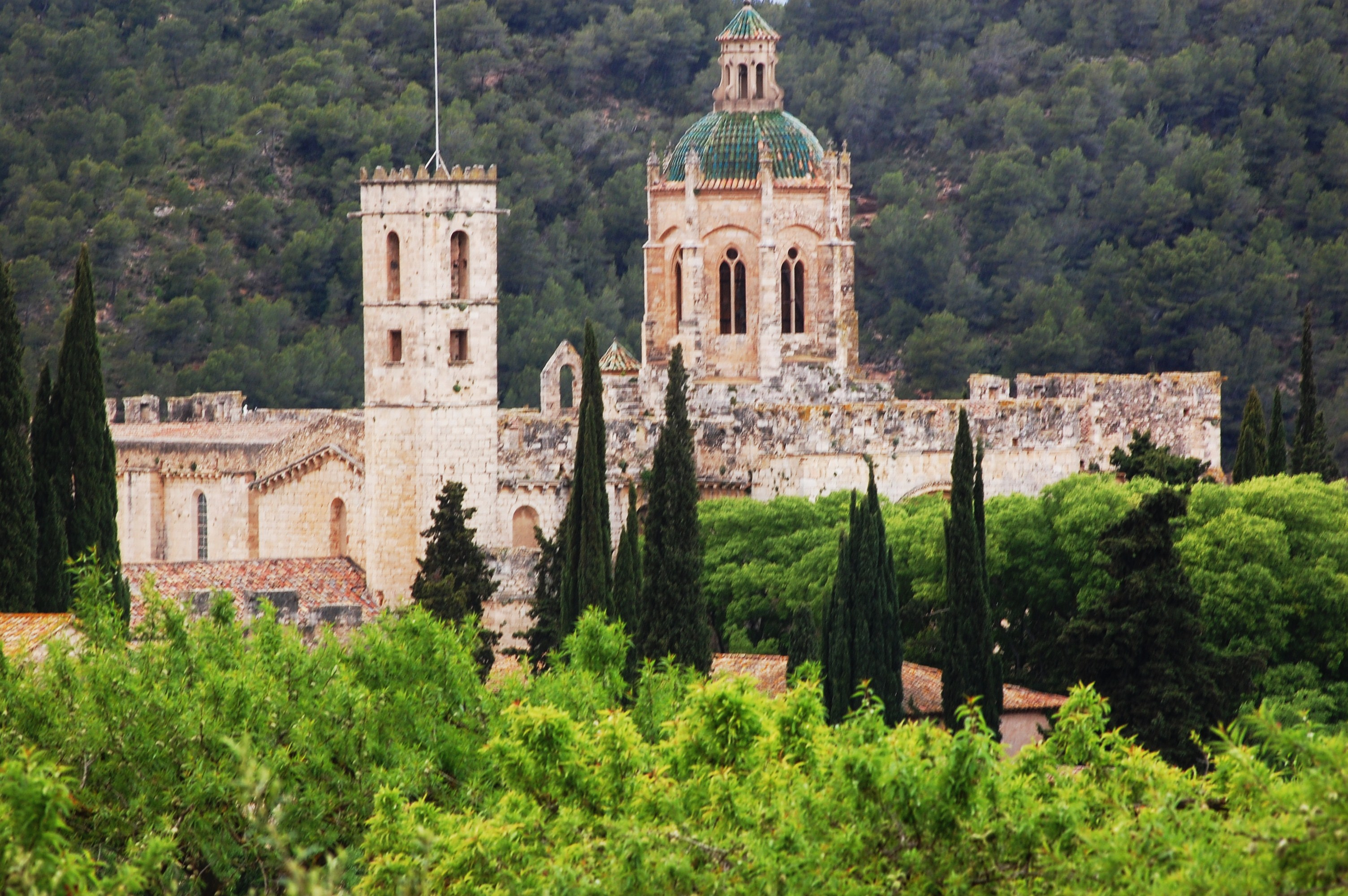
Vista exterior del monasterio

Por fin, en 1174 se pudieron comenzar las obras de construcción del conjunto monástico: primero, la iglesia y la sala capitular; luego, el primitivo claustro románico, hoy desaparecido; más tarde, la sala de los monjes, el refectorio y el dormitorio. Hacia 1225 quedaban concluidas las principales dependencias.
En su expansión territorial, a pesar de los contratiempos sufridos durante la búsqueda del espacio ideal donde edificar finalmente el monasterio, a finales del siglo XII ya habían conseguido establecer diferentes granjas cistercienses, por donde habían tenido la donación de territorios y abandonarlos por no creer oportuno instalar el cenobio, así ocurrió en Valldaura, la de Ancosa en la Llacuna y más tarde junto a Santes Creus, la granja de Fontscaldetes en Cabra del Campo, la de Valldossera en Querol, la del Codony en Morell o la de Montornés en Puebla de Montornés. Igualmente hay noticias de los numerosos pastos que poseían para sus ganados en ambos lados de los Pirineos. Además, privilegios otorgados por diversos condados les permitían pastorear por todas sus tierras. Las donaciones y legados entre los siglos XII y XIII fueron aumentando en dominios que se extendían mucho más allá de los alrededores del monasterio; así, al acabar el siglo XIII se contabilizan entre sus bienes diecinueve castillos.
A mediados del siglo XIII la monarquía aragonesa interfiere en el ritmo de la abadía mostrando un interés por la misma, que a la vez perturba la sencillez de la vida monástica cisterciense y engrandece el complejo monacal con nuevas y valiosas construcciones. Es época del abad Bernardo Calbó, consejero del rey Jaime I el Conquistador (1213-1276), a quien acompañó en las conquistas de Mallorca y Valencia. El sucesor en la corona, Pedro III el Grande (1276-1285), dispensó su real patrocinio a la abadía y quiso ser sepultado en ella. A su vez lo serían después su hijo Jaime II (1291-1327) y su esposa, Blanca de Anjou. A instancias de este último monarca se convirtieron las habitaciones abaciales en palacio real y a su voluntad se debe el derribo del claustro románico para ser sustituido por el gótico actual, obra del maestro inglés Reinard de Fonoll y de Guillem de Seguer, así como la construcción del cimborrio sobre el crucero de la iglesia. A Pedro IV el Ceremonioso (1336-1387) hay que atribuir el amurallamiento del recinto monacal y que, debido a su predilección por el Monasterio de Poblet, el de Santes Creus dejase de ser palacio y panteón real en favor de aquel; por ello, las dependencias palaciegas volvieron a destinarse a habitaciones abaciales.
El papa Benedicto XIII de Aviñón visitó el monasterio en 1410. Cuando se extinguió el monasterio cisterciense femenino de Bonrepòs en la localidad de La Morera de Montsant (El Priorato), sus bienes fueron incorporados a Santes Creus junto con el traslado de los restos de la reina Margarita de Prades, segunda esposa de Martín I el Humano, que se encuentran conservados en una urna de piedra en el muro de la nave del lado del Evangelio de la iglesia del monasterio. A finales del siglo XV el cenobio experimentó un cambio en la explotación de sus propiedades. La práctica desaparición del monje converso, debido a los cambios económicos producidos en la Baja Edad Media, motivó que los monjes de Santes Creus se vieran obligados a establecer en sus campos de cultivo el régimen de contratos enfitéuticos. Durante los siglos XVII y XVIII se siguieron efectuando obras de ampliación y reforma, añadiendo nuevas dependencias exteriores. Esta continua actividad se ve truncada bruscamente en 1835 con la desamortización de Mendizábal, momento en que el monasterio sufre el abandono por parte de la comunidad cisterciense y se ve abocado a la ruina. Declarado Monumento Nacional en 1921, ha sido objeto de sucesivas obras de restauración y acondicionamiento, siendo hoy lugar de manifestaciones culturales de variada índole bajo gestión de la Generalidad de Cataluña a partir del año 1981.

### Filiales

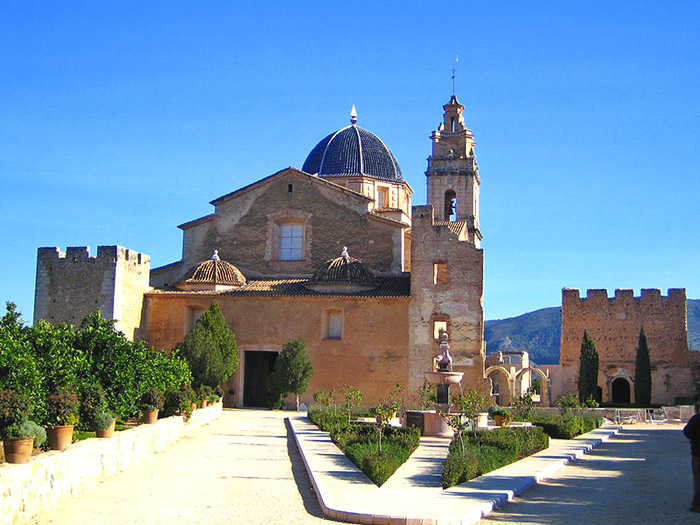
Monasterio de Santa María de la Valldigna, primera filial del monasterio de Santes Creus

La primera filial de Santes Creus se llevó a cabo en 1298 gracias al rey Jaime II de Aragón, cuando después de sus campañas de conquista por tierras de Murcia y Alicante, al pasar por el valle de Alfandec (Valencia), impresionado por su belleza se dirigió a su capellán y abad de Santes Creus, Bonnanat de Vilaseca, diciéndole: «Vall digna para un monasterio de vuestra religión». Así se fundó un nuevo monasterio de la orden del Cister con el nombre de Santa María de la Valldigna, cuya vida monástica finalizó con la desamortización de Mendizábal en 1835. En 1307, Federico II de Sicilia, hijo de Pedro III el Grande, donaba el territorio de Altofonte en Sicilia, cerca de Palermo, donde se fundó el monasterio de Santa María de Altofonte. Se considera, así mismo, una filial de Santes Creus a la desaparecida abadía femenina cisterciense de Santa María d'Eula en Perpiñán del año 1360, que al extinguirse en 1567 pasó a depender de Santes Creus, donde servía de estancia a monjes que eran enviados a estudiar a esa ciudad. Perteneció a Santes Creus hasta que el Rosellón pasó a manos de Francia en 1659.

### Privilegios
Existen documentos que señalan una serie de privilegios que tuvieron los abades de Santes Creus, como el decreto de 1210 firmado por Pedro II que les dio atribuciones de notario público; Alfonso III les autorizó el uso del sello real para sus documentos; Jaime II permitió que pudieran hacer declaraciones donde la palabra del abad o incluso de un monje tuviese credibilidad sin necesidad de juramento; inmunidad en muchos pagos como en la exención de tributos reales; poder extraer metales de las montañas, cortar madera y pastorear por los bosques reales; poder establecer mercados en poblaciones; así como al abad del monasterio de Poblet se le dio el título de Limosnero Real, al de Santes Creus, a principios de siglo XIV, se le nombró capellán mayor real. El abad Pedro de Mendoza, pariente lejano de Fernando el Católico, consiguió ser el único abad de Santes Creus que presidió, durante el trienio 1497 a 1500, el «brazo eclesiástico» de la Diputación del General del Principado de Cataluña. Los abades de Santes Creus fueron priores de la Orden militar de Montesa que ostentaron hasta el año 1660, cuando a causa de su fidelidad hacia la Diputación del General durante la Guerra de los Segadores, lo perdieron como represalia. En 1616 la Congregación Cisterciense de los Monasterios de la Corona de Aragón estableció, entre otras reglas, que los abades pasaban de ser vitalicios a un mandato temporal de cuatro años, con lo que se logró una menor proyección política del abad.

## Complejo monacal

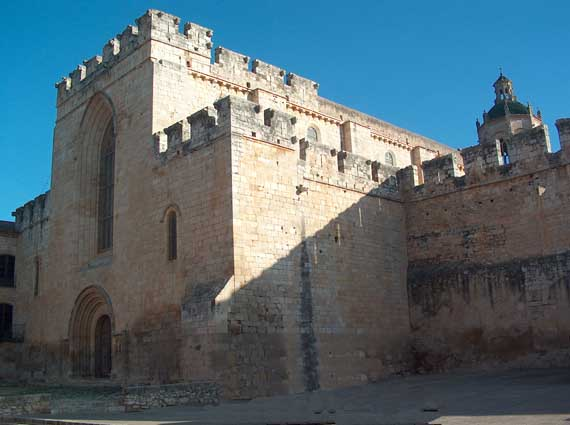
Fachada suroccidental

De acuerdo con el esquema organizativo de la Orden del Císter, el núcleo principal lo forman las tres piezas básicas de la vida monástica: la iglesia, el claustro adosado a ella y la sala capitular; se completa el recinto con el refectorio, el locutorio, la sala de los monjes o scriptorium y, en una segunda planta, el dormitorio común.
Anexas al grupo de dependencias anteriores se encuentran otras de dispar utilización como la enfermería, las habitaciones de los monjes jubilados, el claustro posterior, el Palacio Real, además de un espacio destinado a cementerio. Existe la primitiva capilla de la Trinidad, el Palacio Abacial, la capilla de Santa Lucía y el Arco Real de acceso a la plaza de San Bernardo. El monasterio de Santes Creus sigue una construcción plenamente cisterciense con los tres recintos clásicos donde se encuentran localizados los diferentes espacios cerrados según sus aplicaciones arquitectónicas.

### Primer recinto

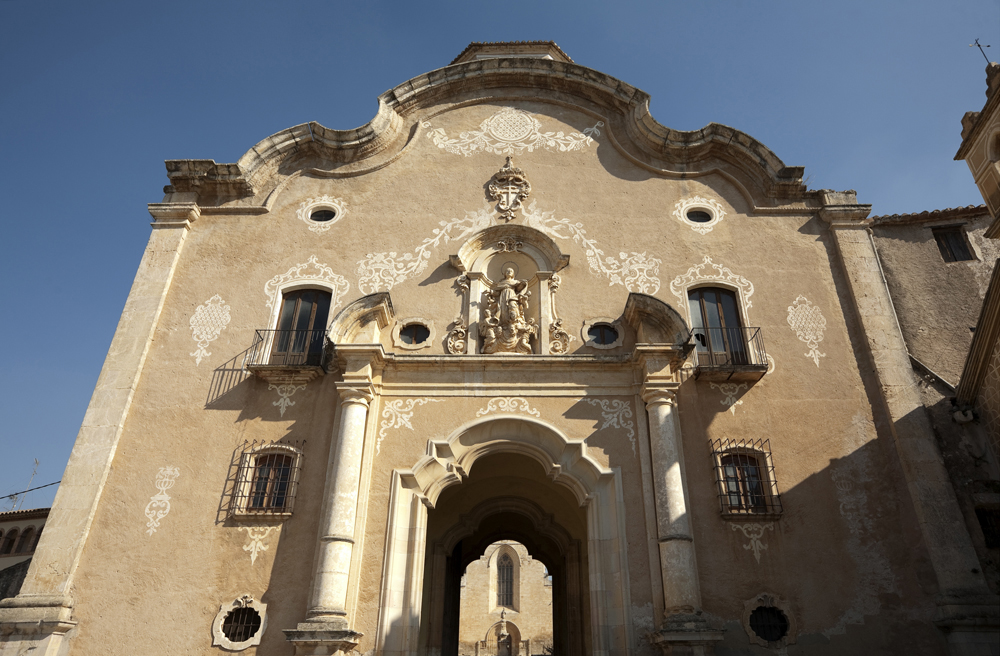
Puerta de la Asunción

El primer recinto lo forma una serie de casas que constituyen lo que es propiamente la población de Santes Creus, colocadas formando una línea horizontal antes de entrar al segundo recinto, en el centro y sobresaliendo de todas estas edificaciones, se encuentra la pequeña capilla de Santa Lucía del año 1741 que fue durante años parroquia nullius, dependiente naturalmente del monasterio. Junto a esta capilla se encuentra la puerta llamada de la Asunción o Arco Real, que en realidad servía como dependencias parroquiales de Santa Lucía ya que su grosor es el mismo que el de las casas laterales y permite admitir diversas estancias. El estilo es barroco y destaca una gran torre octogonal en el centro de su parte superior, mientras que sobre la puerta se encuentra dentro de una hornacina una imagen de la Virgen de la Asunción y un escudo con las armas del monasterio, la fachada tanto exterior como interior está decorada con bellos esgrafiados.

### Segundo recinto

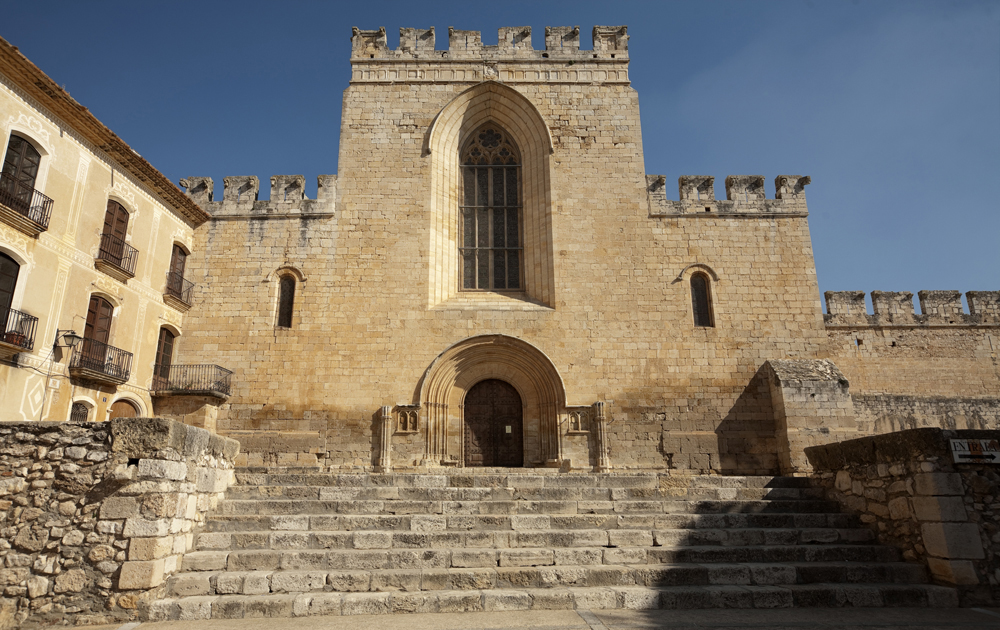
Fachada de la iglesia

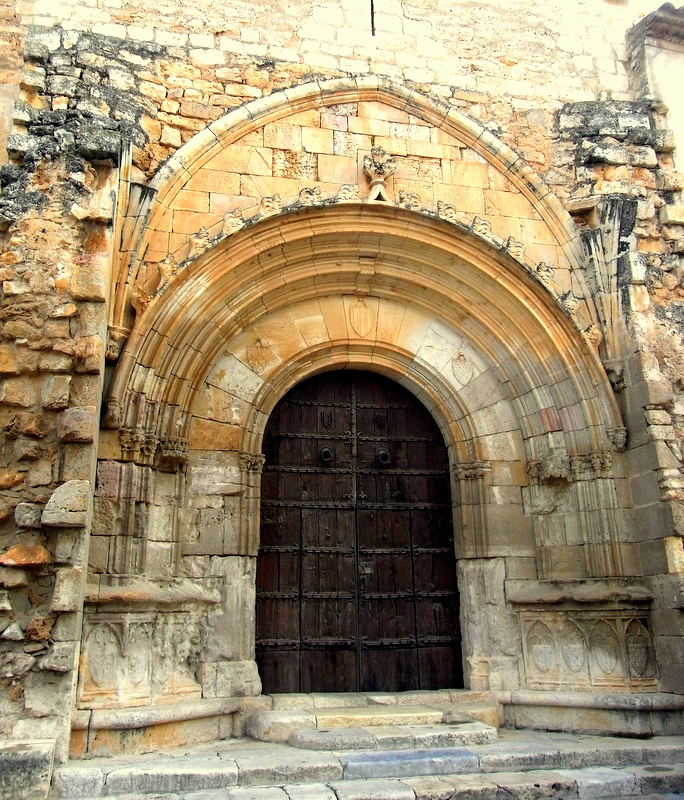
Puerta Real de entrada al claustro

Al entrar por el Arco Real se aprecia una gran plaza rectangular, en cuyo centro se encuentra una fuente sobre la que hay una estatua dedicada a san Bernardo Calbó, antiguo abad del monasterio. Alrededor de la plaza se encuentran las diversas dependencias monacales antiguas, donde habitaban los monjes más ancianos y los que trabajaban en diversos oficios; todas muestran en sus fachadas decoraciones con esgrafiados realizados durante el siglo XVIII. Entre estos edificios se encuentra el Palacio Abacial, mandado construir por el abad Contijoch, en cuya construcción se aprovechó parte del antiguo hospital del monasterio llamado «Hospital de Sant Pere dels Pobres». La parte más resaltable es un pequeño patio con arcos apuntados y una galería con doble arcada. El fondo de la plaza que da justo enfrente de la entrada del Arco Real o Asunción está ocupada por la fachada de la iglesia y la entrada de la Puerta Real al lateral del claustro, sobrelevados por una escalinata y donde se aprecia el intento de amurallamiento decretado por el rey Pedro IV el Ceremonioso por las almenas que coronan toda la iglesia.

### Tercer recinto
Al tercer recinto o el monasterio propiamente dicho, se entra por la denominada Puerta Real por la que se accede al claustro. Es una portada románica que bajo un arco ojival de descarga abre un arco de medio punto abocinado con arquivoltas baquetonadas lisas cuyas molduras se prolongan en vertical a modo de sutiles columnillas y elevado podio. No presenta capiteles propiamente dichos pero sí unos elementos ornamentales sustitutorios. Se enmarca el conjunto por dos deteriorados y recios contrafuertes. Fue mandada construir por el rey Jaime II y su esposa Blanca de Anjou, los retratos de ambos se encuentran en unas ménsulas de una arquivolta así como sus escudos.

### Iglesia

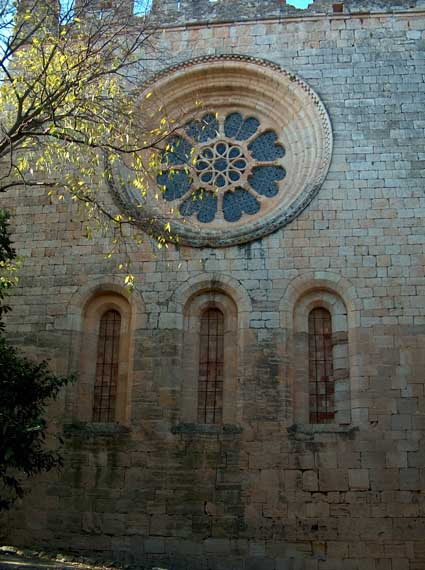
Ábside con rosetón

Las obras de construcción de la iglesia se iniciaron en 1174 y se terminaron hacia 1225. No obstante, en 1211 ya debieron estar suficientemente avanzadas como para que se procediese a la consagración del templo. El aspecto global es el de una fortaleza debido al remate perimetral almenado.
Exterior
Sobre el crucero se alza un cimborrio octogonal gótico de principios del siglo XIV, rematado por una cúpula barroca de linterna, no visible por la parte interior de la iglesia. La fachada principal, la oeste, da su frente a la plaza de San Bernardo. Contiene una portada románica del siglo XII muy abocinada, con arquivoltas apoyadas sobre columnas lisas con capiteles decorados con una serie de temas vegetales y heráldicos. Sobre ella se sitúa un imponente ventanal gótico vidriado que se conserva casi completamente en su estado original, con escenas bíblicas distribuidas en pequeños espacios, acompañado en ambos lados, por unas ventanas de arco de medio punto.

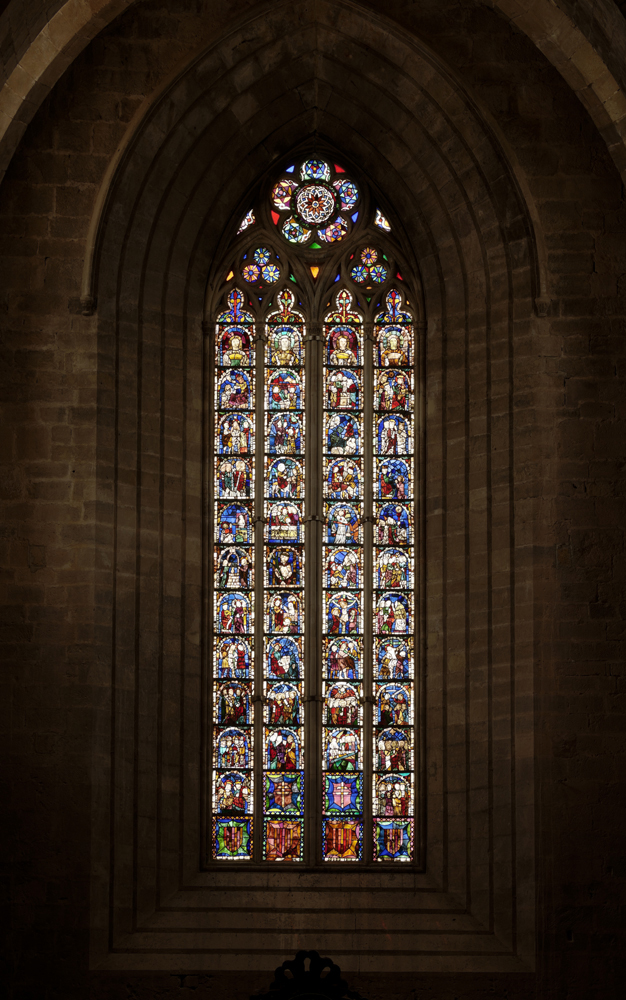
Ventanal gótico de la fachada

Este gran vitral gótico tiene una altura de casi 9 metros por 1,8 de anchura. Está construido con una tracería enmarcada por un arco ojival con cinco arquivoltas lisas que limitan el resto de la apertura. El calado de la vidriera está compuesto por un pentafolio inscrito en un círculo, dos trilóbulos entre pequeños ángulos curvilíneos y cuatro calles divididas en cincuenta y dos compartimentos que acaban en un arco apuntado muy agudo. Los plafones están divididos en pequeños compartimentos presentando el trabajo de las escenas, con una iconografía perteneciente principalmente a la vida de María y de Cristo, con un trabajo que se puede comparar al de un miniaturista de la Edad Media. Sorprende que el artista no tuviera en cuenta que serían imposibles de apreciar desde el plano del templo. La protección real de Santes Creus, unida a una serie de realizaciones arquitectónicas y artísticas sitúan el ventanal hacia el año 1280 y las características propias del mismo lo suelen datar hacia el año 1300.
En la fachada opuesta, en la cara oriental del ábside mayor, luce un gran rosetón, cuyas medidas son de 6,30 metros de diámetros y casi tres metros de profundidad, está conformado por columnas con doble arcos y aparte de los cristales del rosetón central, que fueron colocados en una restauración, el resto son los originales del siglo XIII. En este ábside se encuentran tres ventanas inferiores estrechas y alargadas con arcos de medio punto ocultas en el interior por el actual retablo.
Interior
La medida de la nave es de 71 metros de longitud por 22 de ancho, el grueso de sus muros es de 2,60 metros los que forman las naves y 2,95 el de la cabecera. El trazado de la planta responde al esquema de cruz latina de tres naves, más ancha la central, constituidas por seis tramos desde los pies hasta el transepto. Este es tan ancho como la nave central, por lo que da lugar a un crucero de planta cuadrada; en el lado oriental de cada uno de sus brazos se abren dos capillas absidiales que por ser lisas apenas se manifiestan al exterior. Sí resulta patente por fuera el gran ábside rectangular en que se prolonga el presbiterio. Adosada al paramento occidental del ala sur del transepto asciende una escalera de un solo tramo que comunica directamente con el dormitorio de los monjes; es la denominada «escalera de maitines» que se utilizaba para acceder al coro desde el dormitorio en las horas de rezo nocturno.
La cubierta de las naves es de bóveda apuntada de crucería reforzada por arcos perpiaños muy anchos, que descargan sobre pilastras embebidas que no llegan hasta el suelo sino que apoyan en ménsulas formadas por una serie de rodillos escalonados. Además para su iluminación interior existen diversas ventanas de arco con derrame interior, situadas en las naves laterales. Consecuente con los patrones cistercienses, el interior carece de toda ornamentación, como no sea el retablo que trasdosa el altar mayor, obra escultórica barroca de Josep Tramulles, realizado en 1640, existen otros cuatro retablos en cada capilla lateral absial y otros dos a los pies del templo.

#### Sepulcros reales

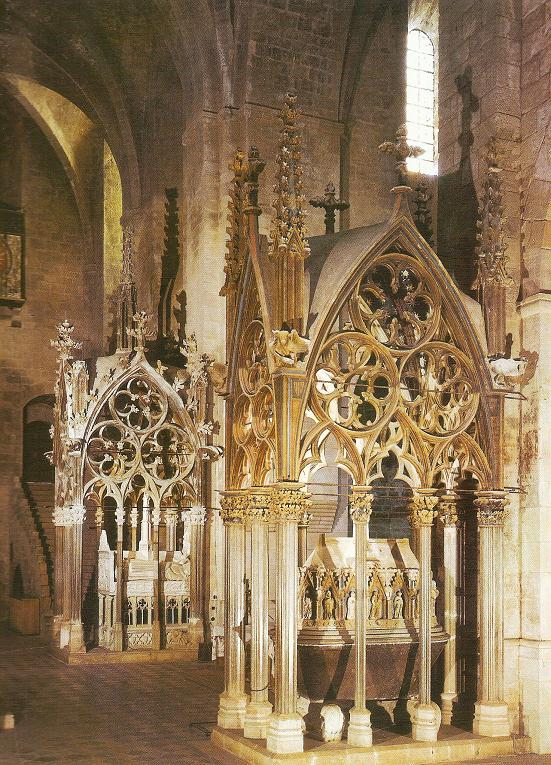
En primer plano la tumba del rey Pedro III y en segundo plano el del rey Jaime II

Dentro de la iglesia, a ambos lados del altar mayor, se encuentran dos monumentos funerarios pertenecientes a tumbas reales de la dinastía del Reino de Aragón.
En el lado del Evangelio (de cara al altar mayor, el lado izquierdo), se encuentra el sepulcro de Pedro III de Aragón (r. 1276-1285). A los pies de este sepulcro, en el pavimento, se encuentra enterrado Roger de Lauria, fiel almirante de este rey, fallecido en 1305.
En el lado de la Epístola (de cara al altar mayor, el lado derecho), se encuentra el rey Jaime II (r. 1291-1327). En el mismo monumento se encuentra su segunda esposa la reina Blanca de Nápoles, fallecida en 1310.

#### Sepulcro de Pedro III
El rey Pedro III falleció en noviembre de 1285 en el Palacio Real de Villafranca del Penadés, a unos cuarenta kilómetros de distancia de Santes Creus. Una vez que el médico real certificó la muerte del rey, se formó una larga comitiva fúnebre para enterrar al monarca en una sepultura «decente y honorífica» en el monasterio de Santes Creus, tal como había dejado escrito en su testamento de 1282. La comitiva tardó varios días en llegar a su destino, donde con gran solemnidad se celebraron las exequias fúnebres por el soberano que fue enterrado, según el cronista Bernat Desclot, enfrente del altar mayor de la iglesia del monasterio.
Entre 1285 y 1291, cuando Jaime II, hijo de Pedro III, era rey de Sicilia, ordena enviar al monasterio «diversas piedras de pórfido» para la tumba de su padre, que el almirante Roger de Lauria trajo desde esa isla. Jaime deseaba construir un monumento funerario parecido a los que había visto en la catedral de Palermo de los reyes sicilianos, especialmente de antepasados suyos por parte materna, Enrique VI y Federico II, enterrados ambos en bañeras romanas de pórfido, reutilizadas como sarcófagos.

el cuerpo del Rey se puso despues en un tumulo que el almirante traxo de Sicilia de muy excelente porfido.
—Jerónimo Zurita, Anales de la Corona de Aragón (1562)

El sepulcro del rey Pedro III fue realizado entre los años 1291 y 1307 por encargo de su hijo Jaime II cuando accedió al trono de Aragón. Designó como director de la obra a Bartomeu de Gerona que en aquel entonces trabajaba en la catedral de Tarragona, al que se unió en 1294 el picapedrero Guillem de Orenga junto con un par de maestros pintores. El traslado del cuerpo del rey Pedro III a este mausoleo se realizó el 30 de noviembre del año 1300.

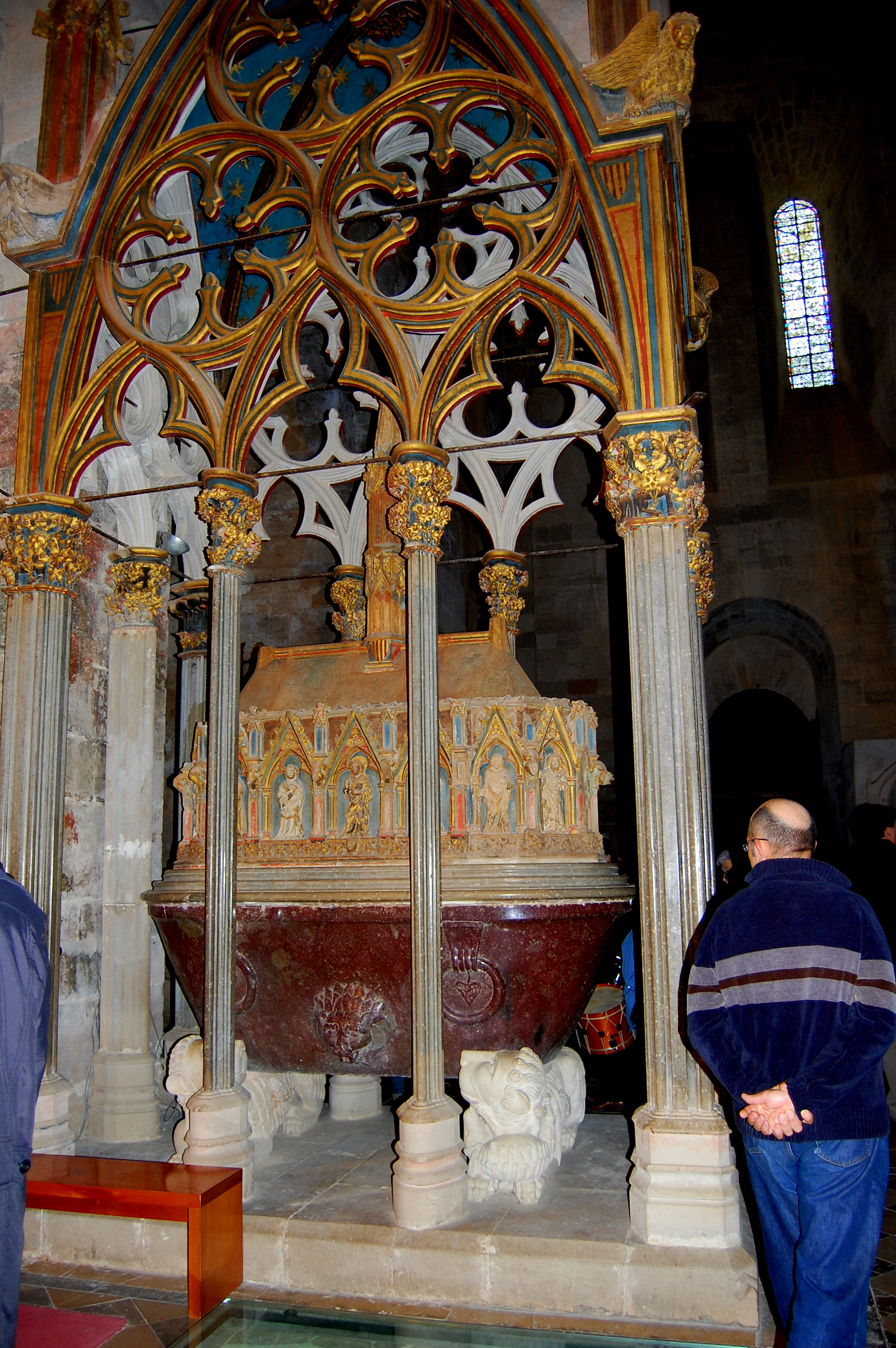
Tumba de Pedro III, con el sarcófago de pórfido y sobre él una urna con las imágenes de apóstoles y santos policromados

El monumento consta del sarcófago, que es la bañera de pórfido rojo, con la única decoración original romana, de una cabeza de león y dos argollas sujetas por unas garras. Le sirven de base dos esculturas que representan dos leones tallados en piedra blanca. La tapa lisa es una losa elíptica de jaspe y sobre ella hay una construcción del mismo tamaño que en sus laterales están representados entre arquerías góticas, a Cristo con los apóstoles y la Virgen María con los monjes san Bernardo de Claraval y san Benito de Nursia, en total suman dieciséis figuras policromadas. Un gran templete a manera de baldaquino de caladas tracerías dentro de cuatro arcos ojivales cubre todo el conjunto que es de planta rectangular. Los capiteles de las columnas están ricamente elaborados con tema floral y tiene en los cuatro lados la representación del tetramorfo de donde salen unos altos pináculos. La bóveda que forma por su parte interior está decorada con una pintura azul y estrellas doradas.
El epitafio de Pedro III, colocado enfrente del mausoleo, en el pilar que separa el presbiterio de la capilla lateral del crucero, reza la siguiente inscripción:
PETRUS QUEM PETRA TEGIT GENTES ET REGNA SUBEGIT,

FORTES CONFREGITQUE CREPIT, CUNCTA PEREGIT,

AUDAX MAGNANIMUS SIBI MILES QUISQUI FIT UNUS,

QUI BELLO PRIMUS INHERET JACET HIC MODO IMUS,

CONSTANS PROPOSITO VERAX SERMONE FIDELIS,

REBUS PROMISSIS FUIT HIC ET STRENUUS ARMIS,

FORTIS JUSTITIA VIVENS AEQUALIS AD OMNES,

ISTIS LAUDATUR VI MENTIS LAUS SUPERATUR,

CHRISTUS ADORATUR DUM PENITET UNDE BEATUR,

REX ARAGONENSIS COMES ET DUX BARCINONENSIS,

DEFECIT MEMBRIS UNDENA NOCTE NOVEMBRIS,

ANNO MILLENO CENTUM BIS ET OCTUAGENO,

QUINTO, SISTE PIA SIBI TUTRIX VIRGO MARIA

#### Sepulcro de Jaime II y Blanca de Nápoles
El testamento de Jaime II, dado en Barcelona el 28 de mayo de 1327, disponía que su cadáver recibiese sepultura al lado del mausoleo de su padre Pedro III, pero en otro mausoleo, donde se enterrarían él y su esposa Blanca de Anjou o de Nápoles, que a su vez había hecho voto de sepultarse en el mismo. Blanca era su segunda mujer y madre de sus hijos, con quien el rey volvió después de muerto tras haber estado esposado en cuartas y últimas nupcias con Elisenda de Montcada, que en vano dispuso un hueco funerario para él en el monasterio de Pedralbes, fundado por la propia Elisenda.
Blanca de Nápoles falleció en 1310, mucho antes que su esposo, que aún contraería otros dos matrimonios. Mientras se esperaba la ejecución del mausoleo final, la reina fue enterrada en un primer túmulo: «quedan tumulum ad opus sepultura doimina Blanca» realizado por Jaume Llirana de Montmeló y que consta que cobró 500 sous barceloneses.
En el mausoleo de Jaime II y de su segunda esposa Blanca de Nápoles, ejecutado por el arquitecto real Bertrán Riquer y Pere de Prenafeta como «lapicida» entre 1311 y 1315, se colocaría en el lado opuesto al de Pedro III. En el interior del baldaquino se colocó el sarcófago de mármol blanco doble que debía recibir los restos de ambos esposos, decorado con arquillos ojivales sobre un fondo de vidrio azul. Francesc de Montflorit en 1315 comunicaba en una carta al rey que había acabado el encargo del monarca de dos imágenes con la figura de «vostra noble madona na Blancha, regina d'Aragó» y una Virgen para la Capilla Real. El traslado de los restos de la reina se realizó el 13 de enero de 1316, se cree que por esta fecha igualmente estaría acabada la estatua yacente del rey. Cada una de las efigies de los monarcas ocupa todo el plano en declive que forma la cubierta del sepulcro, ejecutada en mármol, que cubre la urna de donde se encuentran los restos de los monarcas. Las figuras yacentes de ambos esposos aparecen vestidas con el hábito cisterciense y con corona real, junto a la cabecera se encuentran dos ángeles, posiblemente representando el momento de recoger sus almas y a las pies de la reina un perro, símbolo de la fidelidad, y en los del rey un león que representa la fuerza y el valor.
El epitafio del rey Jaime II el Justo se halla enfrente de su sepulcro y dice así:

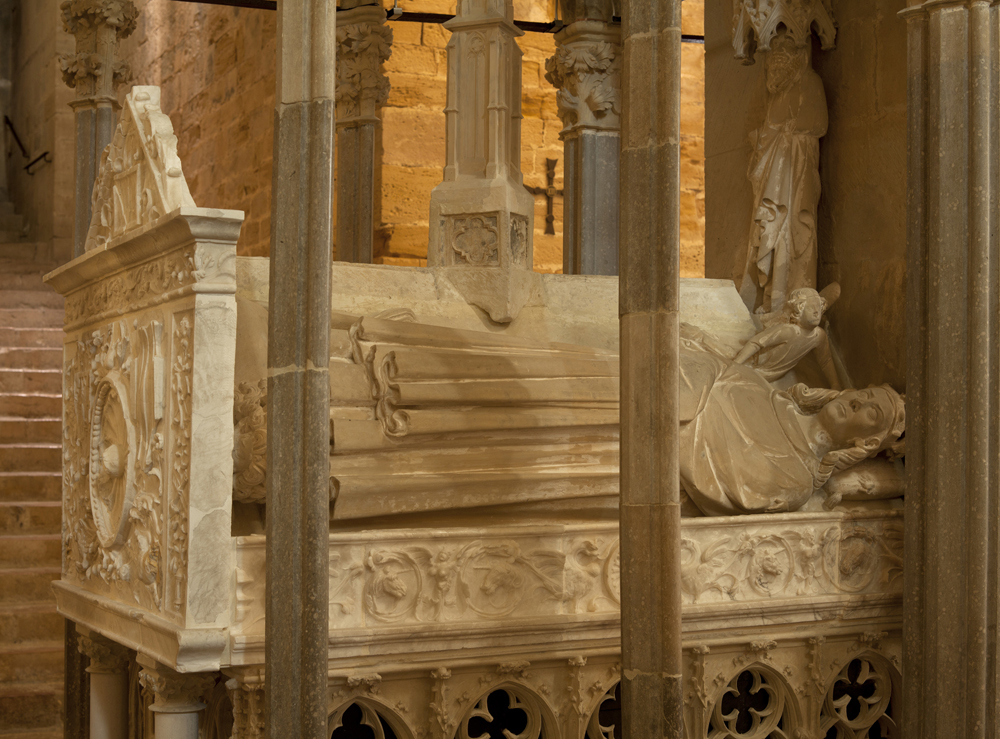
Detalle del mausoleo de Jaime II

HONORATUR HAC TUMBA QUI SIMPLICITATE COLUMBA

EST IMITATUS REX JACOBUS HIC TUMULATUS,

REX ARAGONENSIS COMES ET DUX BARCINONENSIS,

MAYORICENSIS REX NEC NON CICILIENSIS:

MORIBUS ET VITA CONSORS SUA BLANCA MUNITA,

ILLUSTRI NATA CARULO SIMUL HIC TUMULATA.

NEC FUIT HIC SEGNIS IN SUBDENDIS SIBI REGNIS,

SUBDITA SUNT JAMQUE SIBI MURCIA SARDINIAQUE,

FLORUIT HIC QUINQUE REGNIS TEMPUS UTRIUMQUE,

RESTITUIT GRATIS TRIA JUS SERVANS DEITATIS,

HIC HUMILIS CORDE PECCATI MUNDUS A SORDE,

MISERICORS MUNDUS ANIMO SERMONE FACUNDUS,

JUDICIS JUSTUS ARMIS BELLOQUE ROBUSTUS,

LAETUS NON MAESTUS VULTU MITISQUE MODESTUS,

DICI PACIFICUS MERUIT QUIA PACIS AMICUS,

REGNA TENET COELI DOMINO TESTANTE FIDELI,

CUM SE COLLEGIT HABITUM CISTERCIENSEM PRAE ELEGIT,

QUI CUNCTA REGIT PARCAT QUAE NESCIUS EGIT.

DEFECIT MEMBRIS SECUNDA NOCTE NOVEMBRIS,

ANNO MILLENO CENTUM TER BIS QUOQUE DENO

SEPTENOQUE PIA SIBI SISTAT DEXTERA VIRGO MARIA. AMEN

En diciembre de 1835, durante la primera guerra carlista, la Legión francesa de Argel y varias compañías de miqueletes se alojaron en el edificio monacal, causando numerosos destrozos en el mismo. Las tumbas reales de Jaime II y su esposa fueron profanadas. Los restos de Jaime II, hijo de Pedro III fueron quemados, aunque parece que algunos restos permanecieron en el sepulcro. La momia de la reina Blanca de Nápoles fue arrojada a un pozo, de donde fue sacada en 1854. El sepulcro de Pedro III, a causa de la solidez de la urna de pórfido utilizada para albergar los regios despojos, impidió que sus restos corrieran igual suerte.

### Claustro

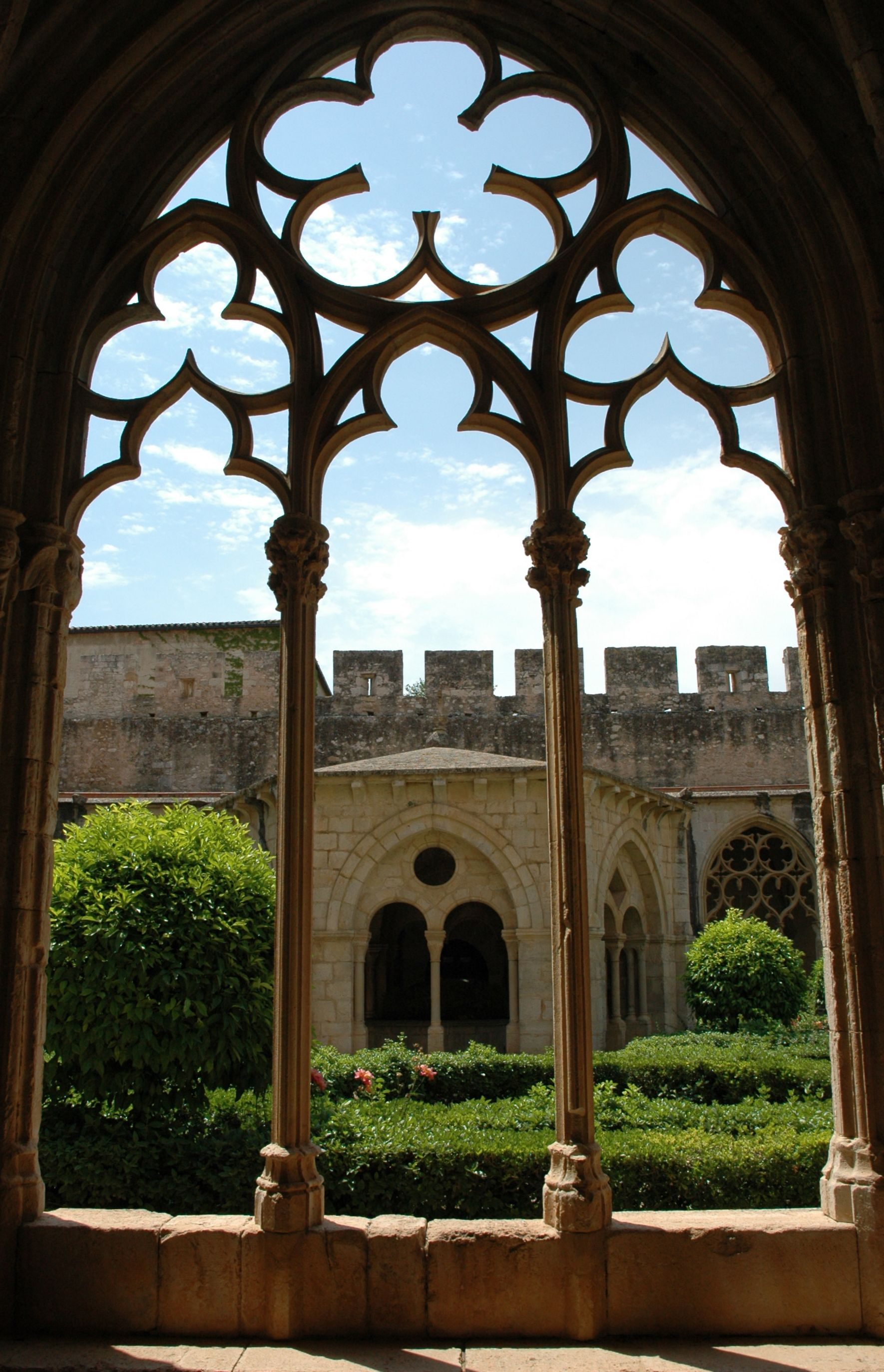
Un ventanal del claustro por el que se aprecia el antiguo templete o lavabo románico

El monasterio contaba desde su origen con un sencillo claustro románico levantado hacia finales del siglo XII y principios del XIII. A instancias del rey Jaime II y con su patrocinio, el abad Pedro Alegre acomete en 1313 la demolición del claustro antiguo y la construcción del actual, todo ello sin alterar las dependencias que ya existían en el entorno claustral, desde la propia iglesia hasta la sala capitular y demás estancias monacales. Lo único que se conserva del claustro primitivo es el templete que alberga la pila-lavadero en la que los monjes se lavaban las manos tras las tareas agrícolas, antes de pasar al refectorio o dedicarse a los rezos. Este templete es una construcción de planta hexagonal, cada uno de cuyos lados está formado por dos arcos de medio punto sobre columnas de doble fuste. La columna central del lado por el que se anexa al claustro se suprimió para dar mayor amplitud al acceso. La cubierta es de crucería a base de porciones de bóveda apuntada y con la clave que muestra la cruz heráldica del monasterio.

El claustro actual consta de cuatro galerías cubiertas con bóvedas de crucería. Se debe a la mano del maestro inglés Reinard de Fonoll, a cuya obra dio continuidad Guillem de Seguer, quien probablemente ejecutase la tracería de los ventanales, en cada galería con diferente ornamentación. Las crujías mayores la forman ocho ventanales y las menores siete. Es de un refinado estilo gótico exultante en sus arcuaciones, en las estilizadas columnas, en las bóvedas de ojiva y en la exuberante ornamentación de los capiteles de gran riqueza iconográfica, con motivos vegetales, animales, figurativos y narrativos con escenas bíblicas. Contiene las tumbas murales de algunos nobles catalanes, y quedan restos de pinturas, una de ellas representando la Anunciación.

Diversas tracerías góticas en los vanos del claustro
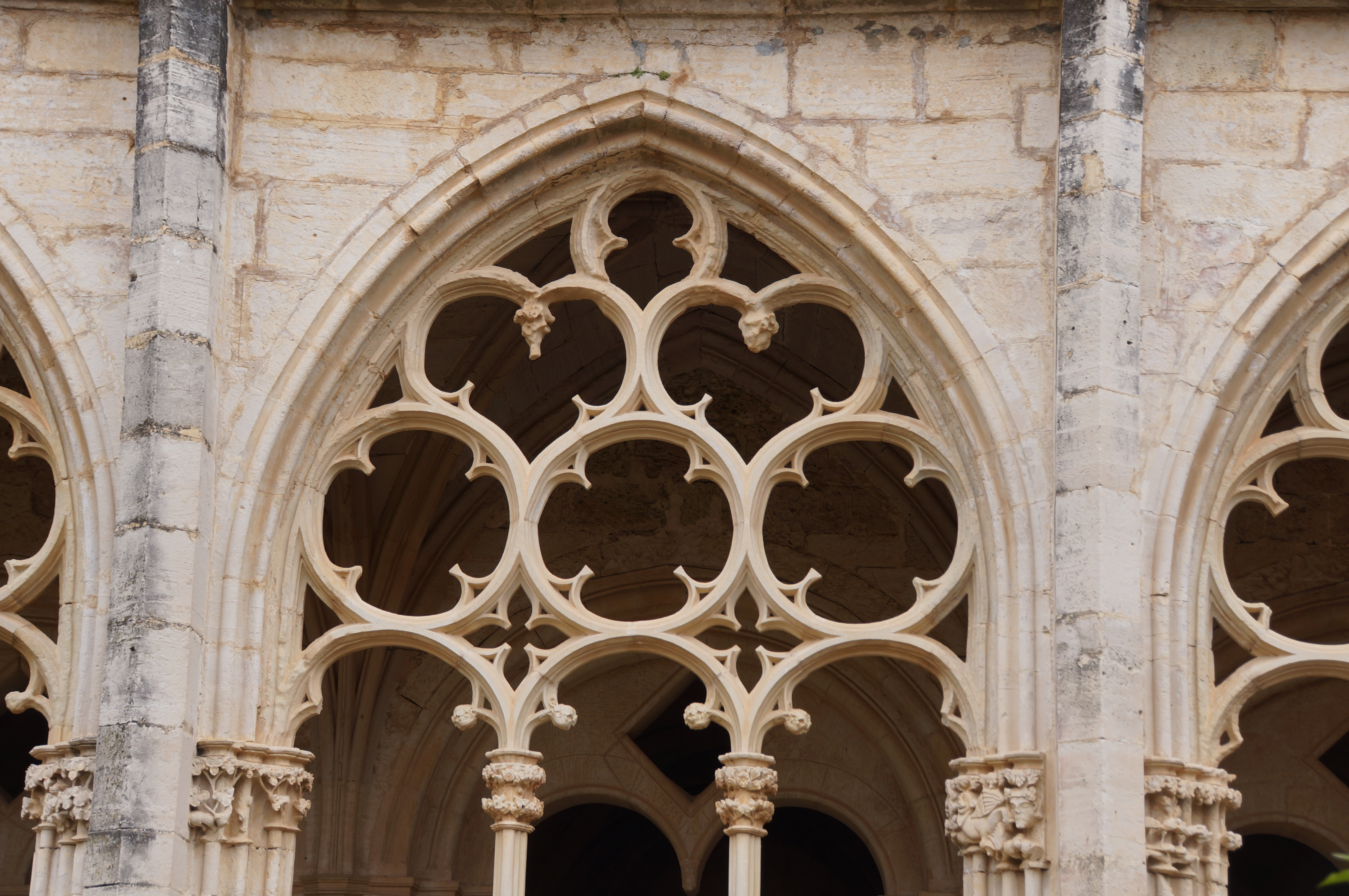
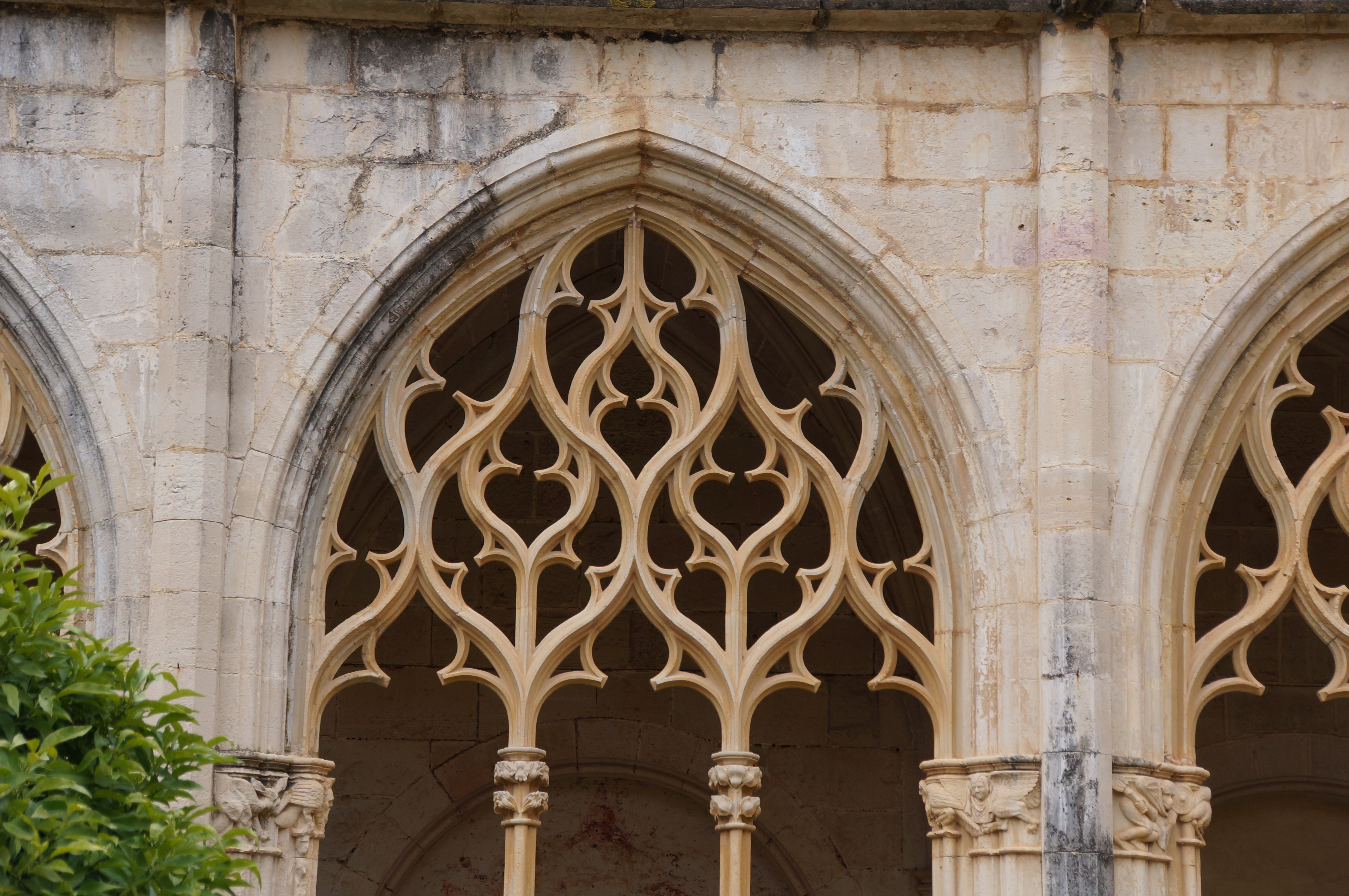
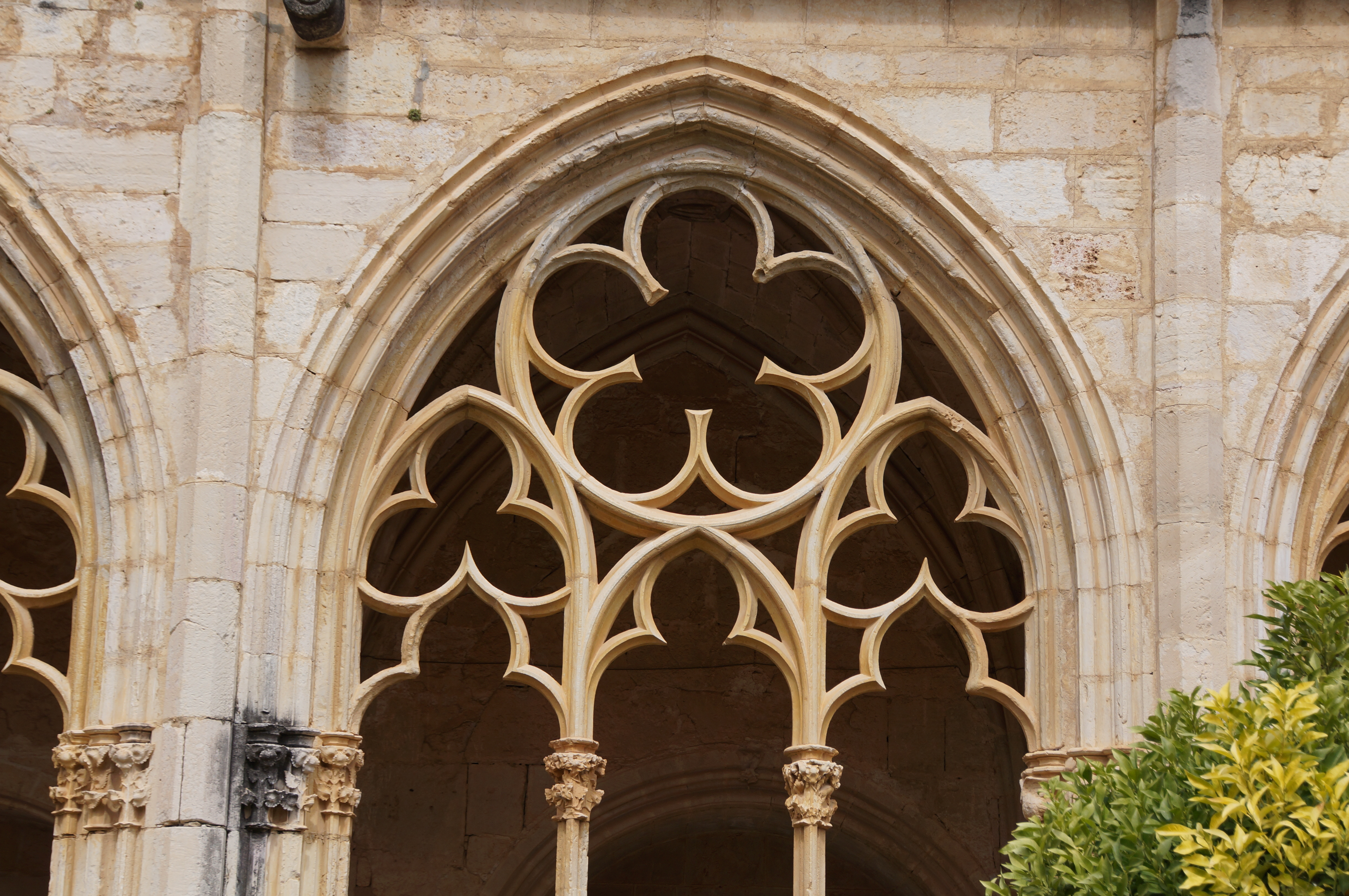
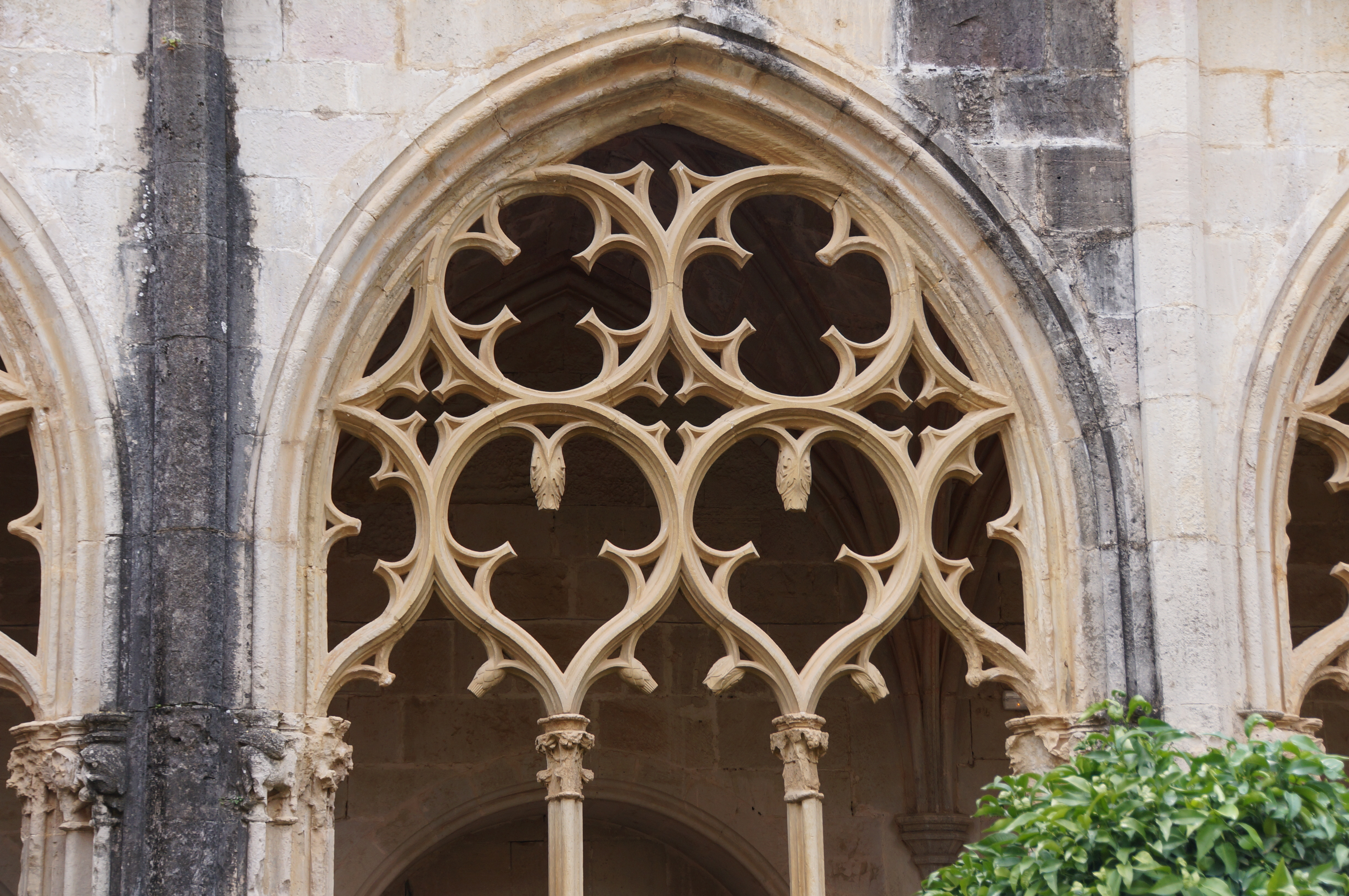

#### Escultura del claustro
La variedad y temática de la escultura que se encuentra representada en los capiteles y en los frisos de los pilares resultan sorprendentes en un monasterio de la orden del Císter, al estar todos los seres rechazados por san Bernardo de Claraval en su Apologia ad Guillelmum, recogidos en este espacio claustral.
Por la entrada de la Puerta Real que da paso del segundo al tercer recinto monástico, se encuentra el claustro justo en el ángulo sudoeste. El pilar que lo forma está tallado con un ciclo dedicado al Génesis a manera de friso en todo su alrededor, mostrando una serie de escenas historiadas sobre: la creación de Adán; la de Eva; el Paraíso; la tentación de la serpiente; la caída en el pecado; la vergüenza de ambos escondidos entre matorrales, donde se encuentra una filacteria en la que se lee: Adam, Adam, ubi es? Respondit Adam: Domine, audivi vocem tuam et timui; y la expulsión por el arcángel Uriel. Sigue la historia, recorriendo el pilar hacia la parte del jardín del claustro, donde se ve el resultado del pecado: Adán trabaja la tierra mientras Eva hila y sus hijos Abel y Caín se dedican a trabajos del campo y del ganado.

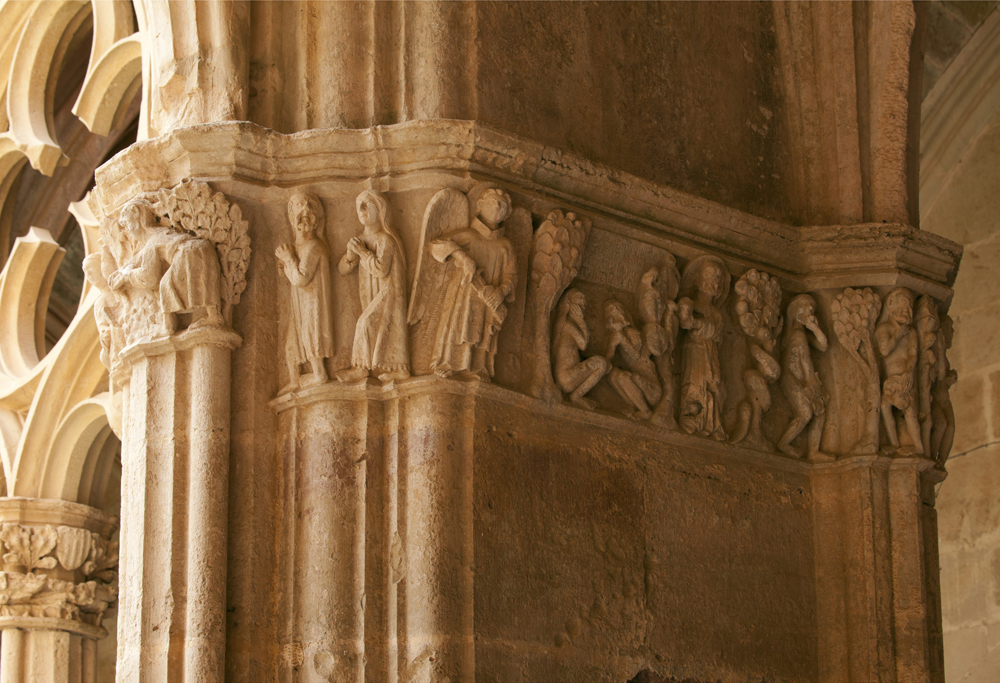
Friso en un pilar sobre la Creación de Adán y Eva
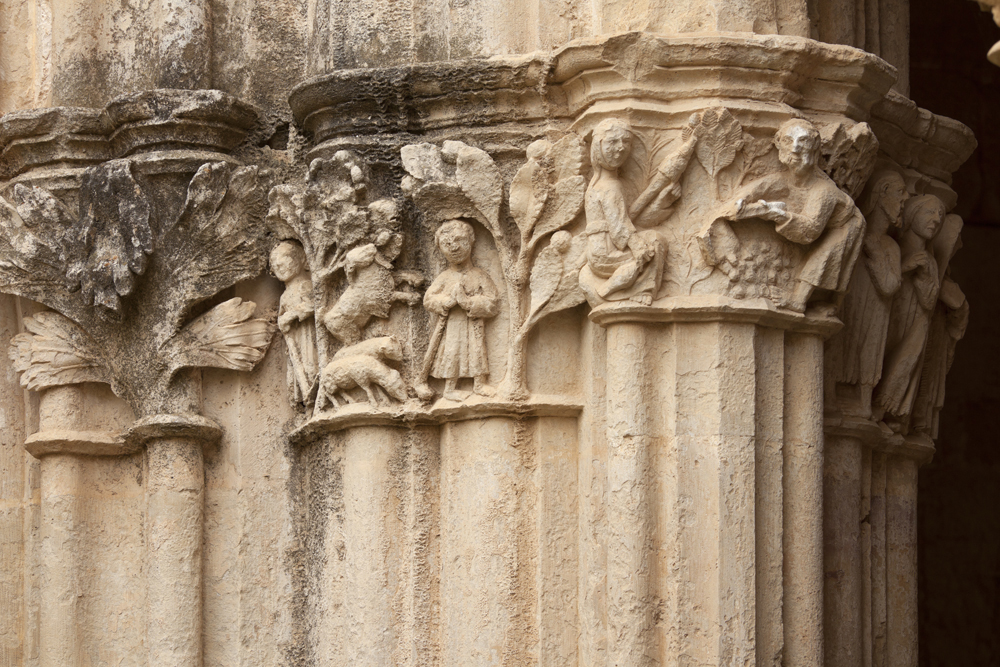
Adán, Eva con sus hijos Caín y Abel después de la expulsión del Paraíso

En la galería del Este, la decoración empleada es mayormente la vegetal, aunque en la parte central donde se encuentra la entrada a la sala capitular, los capiteles de los pilares están llenos de pequeños animales como indefensos frente a otros de aspecto antropomorfo que parecen querer atraparlos. En las siguientes decoraciones de este mismo lado aparece el picapedrero con sus herramientas de trabajo, la maza y el cincel, hecho habitual en muchos capiteles de otros claustros, y una serie de personajes satíricos que se han interpretado relacionados con la Stultifera navis o el Festum asinorum, obras que circulaban en el siglo XIV acerca de la vida alegre, vicios, lujuria y corrupción que afectaba a la nobleza y clérigos de la época. Este mismo tema continúa en la galería sur donde la representación del pecado se mezclan con seres monstruosos y otros símbolos benéficos. Hacia la parte donde se encuentra el templete-lavabo y la siguiente galería oeste se aprecian elementos heráldicos, los palos del rey Jaime II así como las flores de lis de la reina Blanca de Nápoles, patrocinadores de la ejecución del claustro. Armas de las familias nobles como los Cervelló y Queralt y la de algunos abades del monasterio como Bonanat de Vilaseca que debió de hacer alguna aportación económica o Pedro Alegre en cuya época se empezó la construcción del claustro.

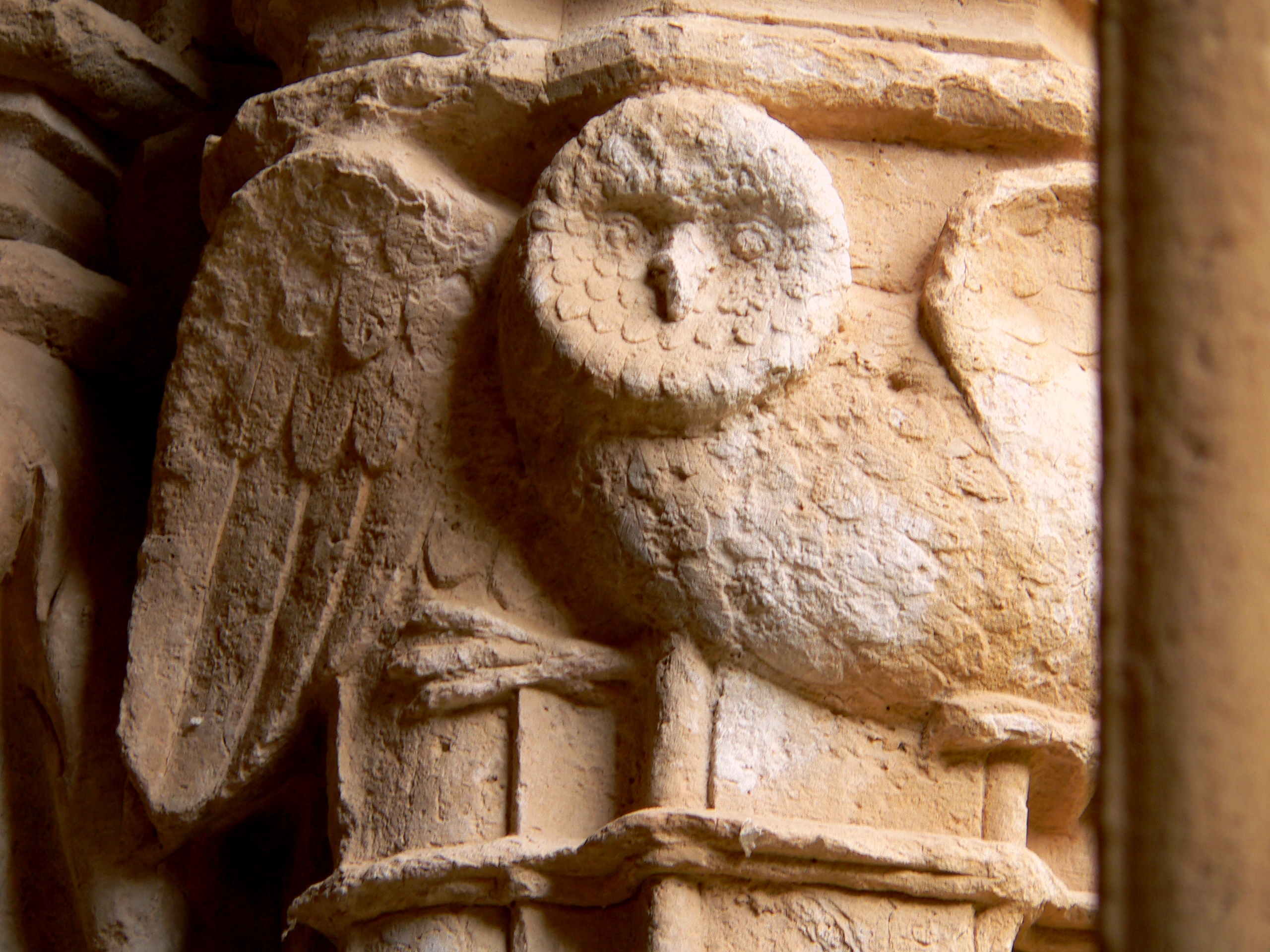
Búho.
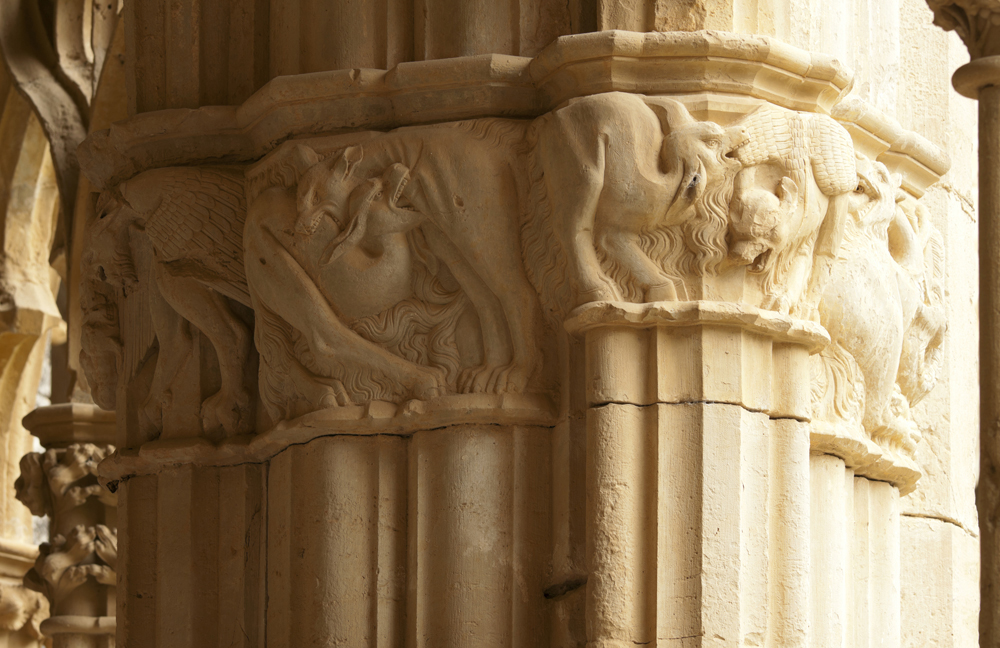
Lucha entre animales fantásticos
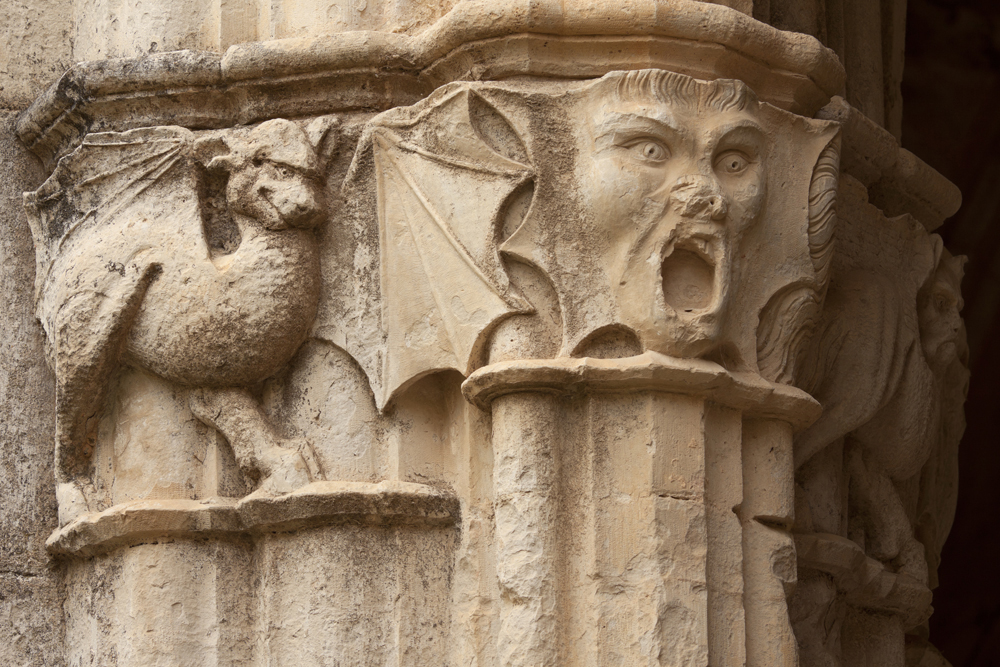
Animales imaginarios
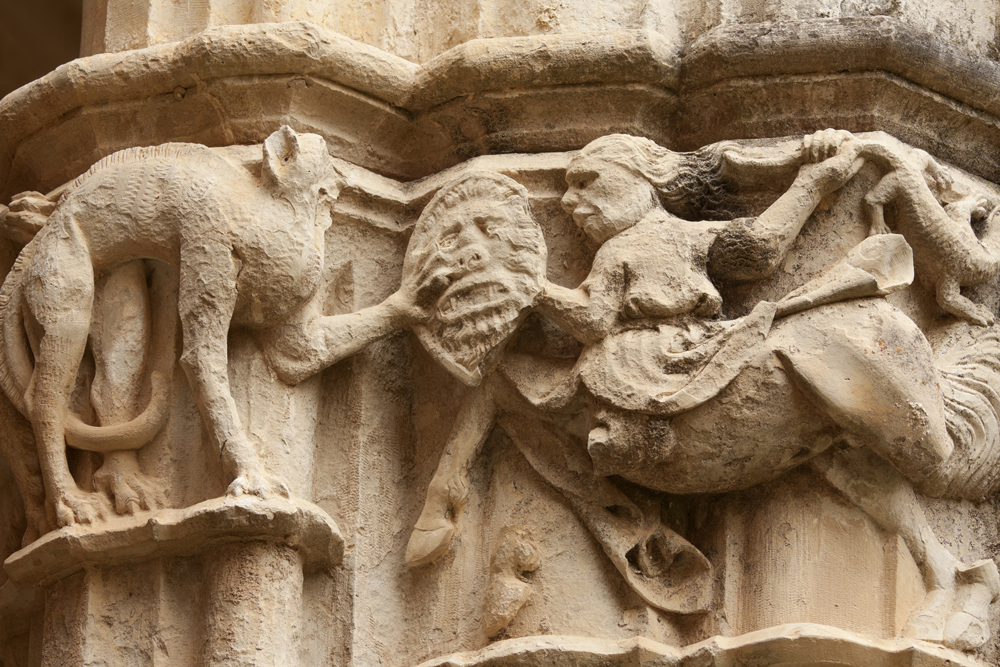
Luchas entre especies
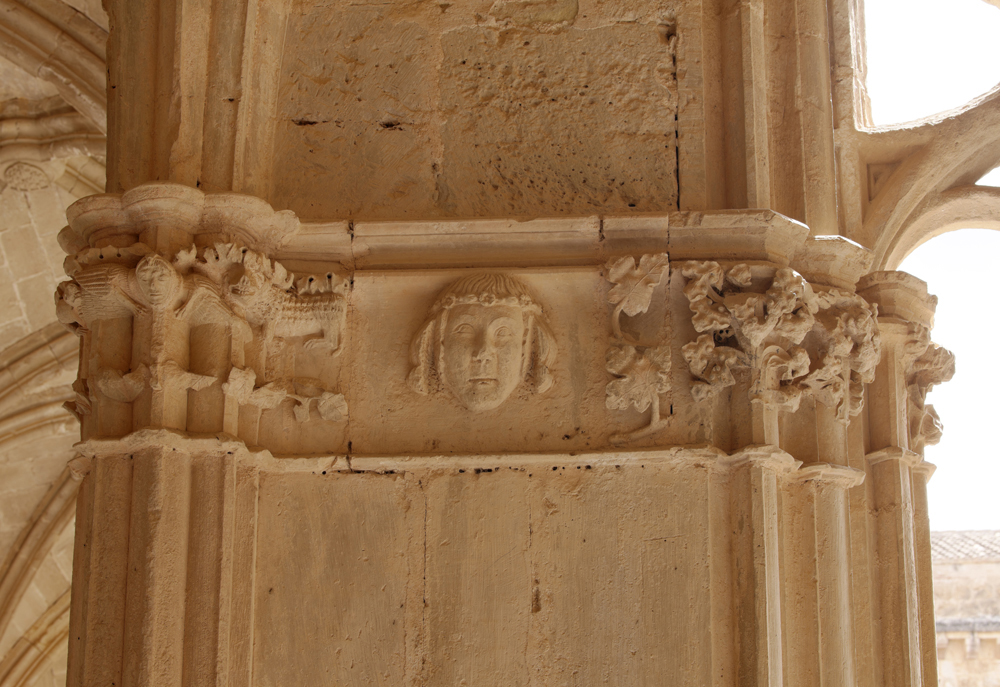
El que se cree autorretrato de Reinard de Fonoll

En el pilar angular de la parte Noroeste, está representado un personaje que se cree pudiera ser el autorretrato de Reinard de Fonoll. Es un rostro de un hombre joven y coronado con flores, símbolo de la resurrección, colocado en un sitio apropiado ya que este pilar se encuentra junto a una de las dos entradas que posee el claustro a la iglesia.

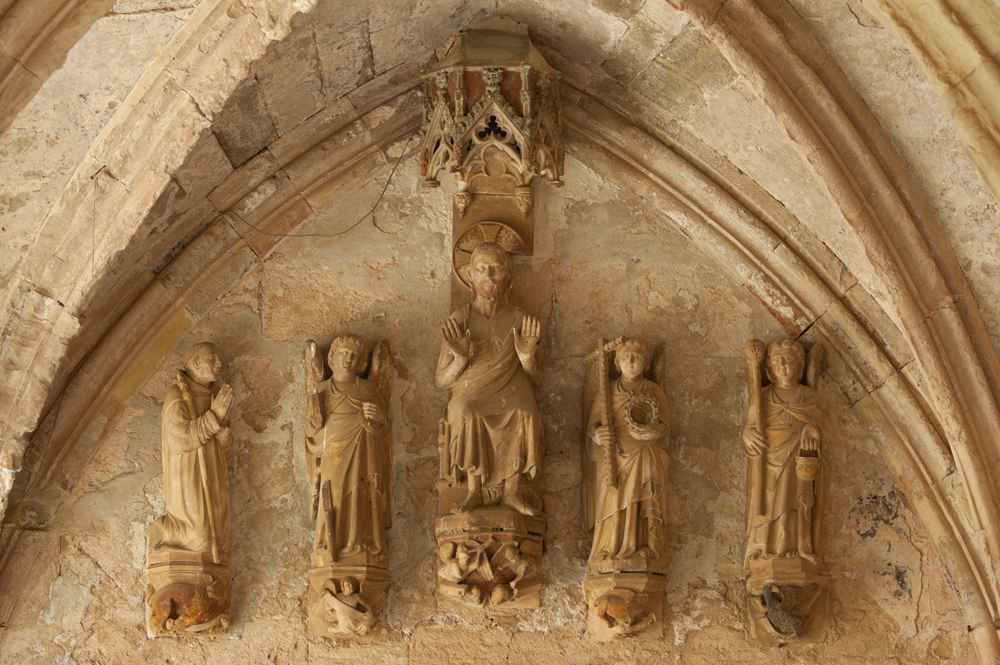
Grupo escultórico sobre la puerta de entrada del claustro a la iglesia

En el ángulo del Nordeste se encuentra la otra puerta que comunica el claustro con la iglesia en su zona cercana al crucero. Sobre el arco de medio punto de la puerta se encuentran cinco esculturas: Cristo resucitado en el centro con las manos en alto, el torso y los pies desnudos para mostrar las señales de las heridas sufridas. Le acompañan tres ángeles con los instrumentos de la Pasión —la cruz, la corona de espinas, los clavos, y el recipiente del vinagre junto con la esponja— y una imagen de rodillas correspondiente al donante que lleva un báculo abacial, por lo que se cree que debe representar al abad Miró que era el que estaba en funciones en el año 1341 cuando se finalizaron las obras del claustro. En la ménsula de Cristo se encuentran unos ángeles tocando las trompetas de la llamada a la resurrección de los muertos con Adán y Eva. Todo este pequeño conjunto escultórico es una representación somera del Juicio final.

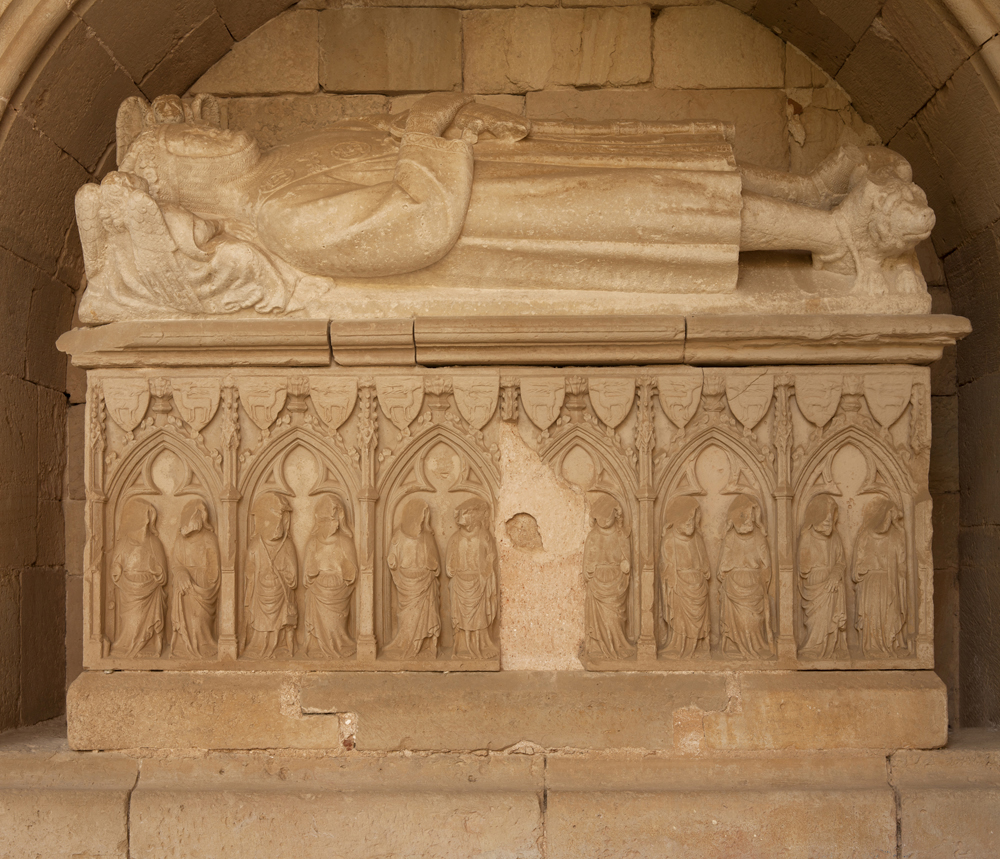
Tumba de Ramon Alemany en la galería meridional del claustro

En el claustro se encuentran numerosas tumbas y lápidas de importantes familias catalanas que contribuyeron con donativos a la construcción y expansión del monasterio, con ello conseguían el privilegio de su enterramiento en este lugar. Se colocaban bajo los arcosolios de las galerías, sepulcros más o menos ornamentados con estatuas yacentes o sin ellas y decorados la mayoría con las armas familiares. Del linaje de los Queralt, incluso llegaron a trasladar, a finales del siglo XIII, los restos de otros familiares que se encontraban enterrados fuera del monasterio. 
De la familia Alemany se encuentra un sepulcro en la galería meridional que fue trasladado en 1625 desde el antiguo hospital de los pobres de este mismo monasterio. Es una tumba perteneciente a Ramon Alemany fallecido en 1324 durante la conquista de Cerdeña, que muestra sobre el sarcófago, bajo un arcosolio, la imagen yacente del difunto con dos ángeles sosteniéndole la cabeza y con una corona de flores que alude a la esperanza de la resurrección. En el frontal de la caja mortuoria de piedra, se encuentran en relieve, las imágenes de los doce apóstoles, distribuidos en pareja bajo unas arcuaciones góticas."
- Wikimedia Commons alberga una categoría multimedia sobre Claustro del monasterio de Santes Creus.

### Sala capitular

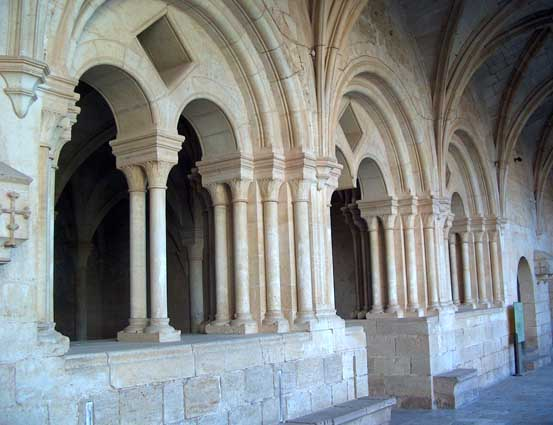
Fachada de la sala capitular

La de Santes Creus responde al esquema prototípico de las salas capitulares de la Orden del Císter. Se ubica en el centro del ala oriental del claustro, separada por la sacristía del extremo del transepto de la iglesia. La orientación de la estancia permite la entrada de la luz de la mañana por tres ventanas abiertas en su paramento de levante, sin perjuicio de la que penetra por otros dos ventanales de mayores proporciones y de más elaborado diseño que se sitúan uno a cada lado de la puerta de acceso. Estas dos ventanas y la puerta forman una triple arquería que, como toda la sala, acusan el estilo románico propio de la época en que se construyó esta dependencia: están formadas por arcos de descarga de medio punto bajo los que se alojan parejas de arcos del mismo tipo que apoyan sobre columnas de doble fuste con capiteles y basas separadas. Para un mejor tránsito, la puerta carece de mainel.

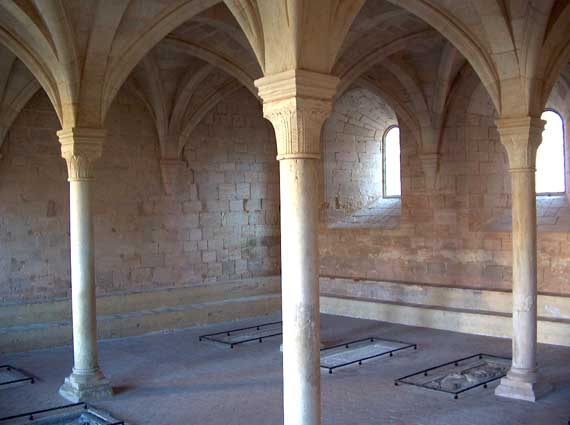
Interior de la sala capitular

La planta de la sala es un cuadrado subdividido en nueve porciones, por medio de cuatro columnas centrales. Cada uno de esos nueve espacios se cubre con una bóveda de crucería cuyos nervios descansan sobre las propias columnas o sobre ménsulas embebidas en los muros, al igual que lo hacen los arcos fajones de medio punto. Los plementos son segmentos de bóveda de cañón. Un banco corrido de fábrica se despliega a lo largo de todo el perímetro interior de la sala en sustitución de la sillería de madera que en su día utilizaba la comunidad para reunirse en torno a la sede presidencial del abad. En el pavimento se aprecian las lápidas esculpidas en relieve de siete tumbas de otros tantos abades que ocasionalmente fueron enterrados aquí, a pesar de que por norma se les inhumaba en el cementerio común del cenobio, exceptuando a uno de ellos que fue obispo.
- Wikimedia Commons alberga una categoría multimedia sobre Sala capitular de Santes Creus.

### Capilla de la Asunción

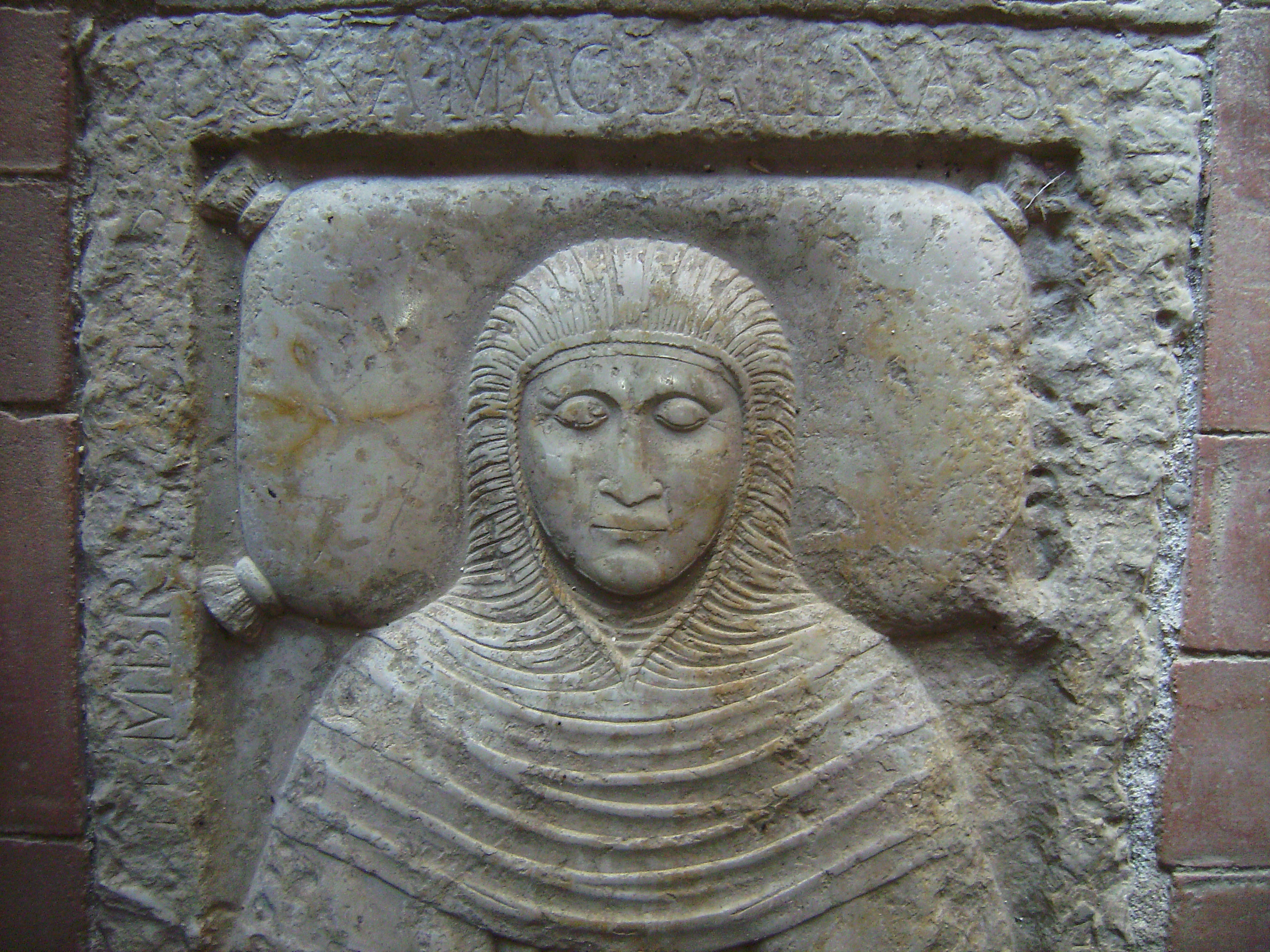
Detalle de la lápida de Magdalena Salbá

Justo al lado de la sala capitular se encontraba una pequeña salita cuyo servicio era la de guardar documentos y los libros que eran utilizados para la lectura del capítulo. En un tiempo se empleó como capilla y en el año 1558 la hermana del entonces abad Valls, Magdalena Salbá, hizo una donación para que la capilla pasara bajo la dedicación a la Asunción de María. En ella todavía se puede ver un relieve en mármol representando dicha Asunción y una escena escultórica en alabastro de la Dormición de María rodeada por un apostolado en bastante mala conservación. En la entrada a esta capilla se encuentra en el pavimento el enterramiento de su benefactora cubierto con una lápida en relieve de su imagen.

### Dormitorio

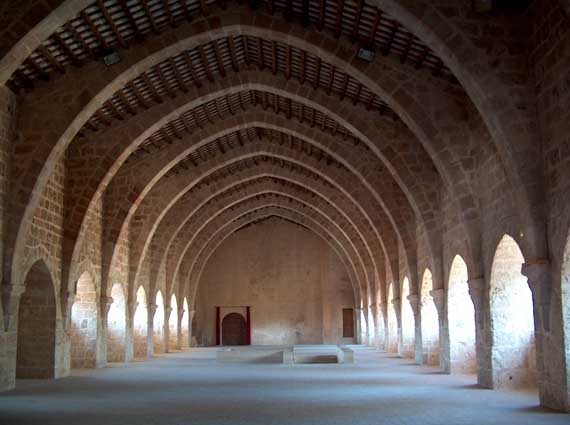
Dormitorio de los monjes

Se trata de una nave diáfana rectangular de grandes dimensiones (aproximadamente 46 m de longitud x 11 m de ancho x 6 m de altura) situada en la planta superior del ala este del claustro, esto es, sobre la sala capitular y la sala de los monjes, su construcción data del año 1173. Inicialmente los frailes dormían con sus sayales sobre unos jergones tendidos en el suelo en un único espacio común, sin divisiones como mandaban sus reglas. Se mantuvo así hasta los últimos siglos que se tabicaron. Existe un doble acceso al dormitorio: por la escalera de maitines que comunica directamente con la iglesia por el brazo sur del transepto; y por la escalera de día que permite la subida desde el claustro. Asciende esta por un espacio contiguo a la sala capitular que, por sus dimensiones, obliga a desarrollarla en dos tramos, mientras que la otra escalera es de uno solo. La sala se cubre mediante once arcos apuntados que descargan sobre ménsulas embebidas en los muros laterales con decoración vegetal y geométrica. Estos muros van perforados entre los arcos por ventanales que, además de la iluminación, permiten la ventilación cruzada. Hoy el dormitorio se utiliza como sala ocasional de conciertos.

### Claustro posterior

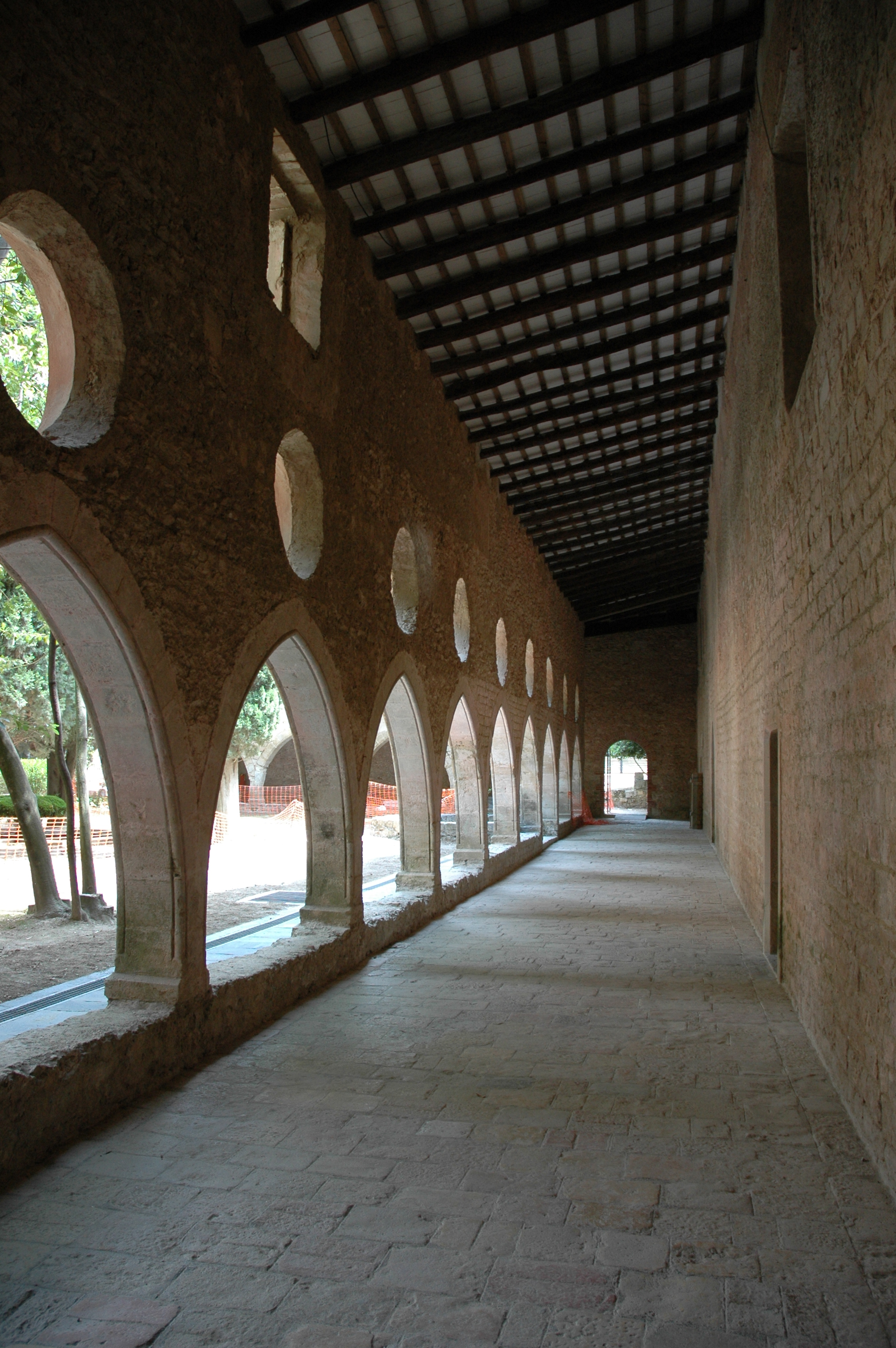
Una galería del claustro posterior

A este claustro, conocido también como el «Claustro viejo» o «Claustro de la enfermería», se llega desde el claustro gótico principal a través del espacio que servía como antiguo locutorio monacal, lugar donde los monjes recibían por parte del abad la distribución de sus trabajos diarios.
Consta de planta rectangular formando sus galerías por medio de arcos apuntados con grandes óculos encima de ellos en una de las galerías y sin ninguna otra clase de decoración en todas sus galerías. Su construcción se realizó sobre uno anterior, seguramente el primero que se usó cuando la fundación del monasterio. En el siglo XVII, época de su reconstrucción según algunos autores, se emplearon diversos elementos del primitivo claustro y según otros su edificación se realizó con el traslado del claustro que había pertenecido al convento femenino de Bonrepòs en la localidad de La Morera de Montsant y sus bienes fueron incorporados a Santes Creus, cuando se extinguió en el año 1452.
Alrededor de este claustro se encuentran diversas dependencias como la bodega, construida a finales del siglo XII y con una construcción muy similar a la sala capitular, dos columnas en la parte central de donde parten los arcos que dividen el espacio en dos naves de seis tramos con bóvedas cubiertas. Cercana a la bodega se encuentra la prisión, local necesario en cuanto que los abades, entre sus privilegios, se encontraba el tener poderes civiles sobre la población de sus territorios. Existen restos de la antigua cocina que tenía comunicación con el refectorio, el cual se ilumina por medio de ventanales altos y estrechos. Los bancos donde se sentaban los monjes se encuentran apoyados en los muros, sirviéndoles de respaldo un zócalo de cerámica que hay en todo su perímetro.
En este mismo recinto está la primitiva iglesia del monasterio de estilo románico dedicada a la Trinidad y más tarde, cuando dispusieron de la iglesia mayor, fue convertida en capilla de la enfermería de los monjes.

### Palacio real

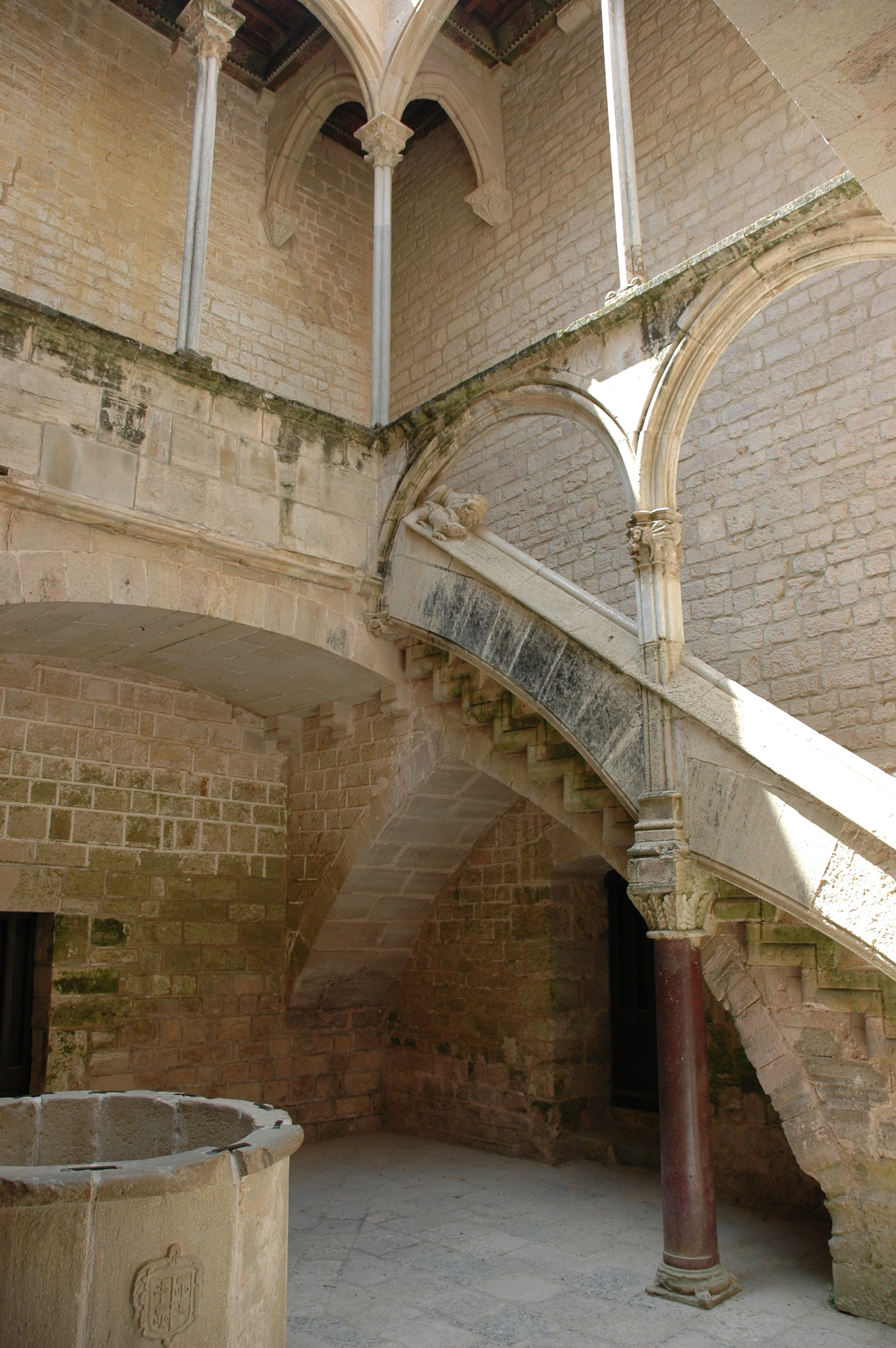
Patio del Palacio real

Situado en la parte sur de este segundo claustro se encuentra el Palacio Real, cuya construcción se ha llevado a cabo en diversas fases aprovechando las antiguas construcciones. Se cree que ha habido hasta tres dependencias reales diferentes. El primero fue el rey Pedro III el Grande, cuando decidió tomar bajo su protección el monasterio y convertirlo en panteón real, hacia 1280, mandó iniciar las obras del Palacio. Por la destrucción en gran parte del edificio debido a unas riadas hacia el año 1315, su hijo Jaime II decidió realizar un nuevo palacio trasladándolo al lado derecho de la fachada de la iglesia, formando parte del frente total de monasterio. El edificio constaba de dos plantas y el acceso a la planta superior se realizaba a través de una escalera por la fachada exterior, cuyos restos fueron derribados en el año 1958 durante la pavimentación de la plaza principal del segundo recinto del monasterio.
La parte hoy conservada se debe al monarca Pedro IV, quien sin conocerse la razón, a la muerte de Jaime II, decidió derribar el palacio aún sin finalizar de su predecesor y trasladar su construcción hacia el año 1350 al mismo emplazamiento del primero ordenado por Pedro III.

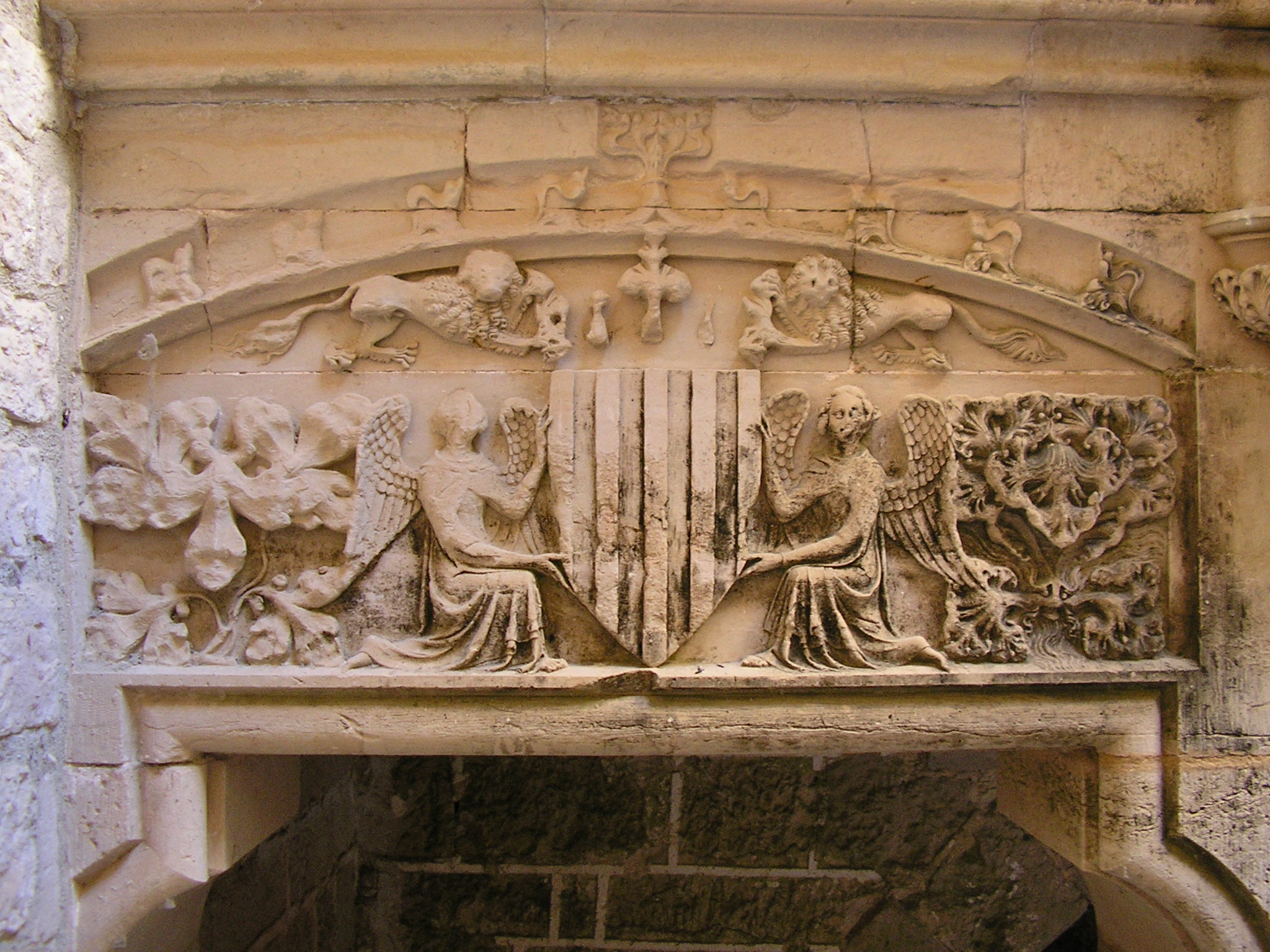
Dintel de la escalera

Las dependencias están en torno a dos patios contiguos y se distribuyen en tres niveles. Un pequeño vestíbulo, con artesonado policromado y decorado con los escudos de Cataluña y del monasterio perteneciente al abad Porta (1390-1402), por el que se accede al patio principal, el más ornamentado, con un pozo en su centro, unos sencillos canecillos escalonados sostienen unos arcos rebajados y adosados a la pared que aguantan la escalera hacia la galería superior. En el pasamanos se sostienen dos bellos y finos arcos y está adornado por unas esculturas, colocadas al principio y al final, representando la caza por parte de un león de un jabalí y una gacela, símbolo de la fortaleza real. En el dintel de entrada inferior a esta escalera destaca un relieve que muestra el escudo de los cuatro palos entre leones y ángeles y tenantes junto con ornamentación vegetal. La galería superior ocupa tres lados del patio, está compuesta por once columnas que forman unos arcos ojivales de fuste delgado y esbelto con capiteles decorados, la cubierta está realizada por un artesonado con abundantes escudos del monasterio, abades y la Casa de Aragón. Las dependencias se encuentran en el primer y segundo piso pero ya muy transformadas.

## Sobre el nombre del monasterio
Existen documentos de los años 1173 y 1174 en el que se denomina al monasterio como: monasterio sancte Marie, qui est in Sanctis Crucibus. Así mismo, de este último año y con referencia a su antigua denominación de Valldaura: Sancte Marie Vallis Lauree.
Sobre el nombre de Santes Creus, según explica una leyenda, los pastores del lugar, solían en invierno traer a su ganado desde las montañas a las tierras más bajas donde se disfrutaba de un clima más suave. La gran cantidad de ganado dejaba sobre estos terrenos materia orgánica de sus defecaciones y abandono de animales muertos, esto hacía que debido a su putrefacción y cuando se originaban lluvias, durante las noches se desprendieran gases fosforescentes, que formaban unos fuegos fatuos, a la vista de lo cual los pastores lo tomaban como un hecho sobrenatural y milagroso, por lo que iban colocando cruces de madera allí donde la noche anterior habían visto las luces. Esto hizo que se empezara a conocer este territorio con el nombre de «campo o lugar de Santes Creus».